# イナズマイレブン アレスの天秤/オリオンの刻印の登場人物
- イナズマイレブンシリーズ > イナズマイレブン > イナズマイレブン アレスの天秤/オリオンの刻印の登場人物
- イナズマイレブンシリーズ > イナズマイレブン アレスの天秤 > イナズマイレブン アレスの天秤/オリオンの刻印の登場人物
- イナズマイレブンシリーズ > イナズマイレブン オリオンの刻印 > イナズマイレブン アレスの天秤/オリオンの刻印の登場人物

イナズマイレブン アレスの天秤/オリオンの刻印の登場人物（イナズマイレブン アレスのてんびん/オリオンのこくいんのとうじょうじんぶつ）は、『イナズマイレブン アレスの天秤』『イナズマイレブン オリオンの刻印』に登場する架空の人物の一覧である。
本項で説明する人物の登場作品
- 『イナズマイレブン アレスの天秤』
- 『イナズマイレブン オリオンの刻印』

## 主人公
本作では、シリーズ初となる複数主人公方式となっている。日野によれば、主人公を3人にしたのはせっかく『イナズマイレブン』を新しく作るなら、今までにない試みをしてみたいと思ったからだという。なお、従来のシリーズ通りメインキャラクターを3人にすることは当初から決まっていた。主人公3人の担当声優は全員が日野による指名で選ばれている。理由として明日人役の村瀬は、新人のように新鮮な気持ちで同作の主人公像が描けるような気がしたからであり、灰崎役の神谷と野坂役の福山は関しては、神谷が『劇場版イナズマイレブン 最強軍団オーガ襲来』などでバダップ・スリードを、福山が『劇場版イナズマイレブンGO 究極の絆 グリフォン』などで白竜をそれぞれ演じていた経緯から『イナズマイレブン』の世界観を知っていることに加えて出演した際の演技が素晴らしかったことから起用された。
稲森 明日人（いなもり あすと）
声 - 村瀬歩
本作における主人公の一人。伊那国・雷門中2年生。ポジションはFW（フォワード）/MF（ミッドフィルダー）。背番号10番。キャッチコピーは「太陽に選ばれたサッカー小僧」。誕生日は11月3日。万作、氷浦とは親友同士であり、木枯らし荘では万作と同室。一人称は「俺」。
黒色で角のような尖った髪型が特徴。フィールドを縦横無尽に駆け回っても大丈夫な底なしの体力を持つ。指鉄砲のポーズは、「てっぺん目指すぞ！」という意味合いである。
サッカー部廃部と同時に、母・百合子を失う。父親は亡くなったと百合子から聞かされていたが、予選最終戦に彼女の遺した手紙で父親が実は生きていることを知らされる。
決勝戦前に右足を故障した道成にキャプテン代理を託され、決勝戦ではキャプテンを務める。
代表入りしてからは中盤を任され、ボールをキープすることを要求されることが増える。癖のあるFWたちにパスを送るうちにボールのコントロール能力が大きく進化し、ドリブルが磨かれていったことが日本の切り札と称されるほどまでになり、スペイン戦では自ら単独突破をしていきボールをゴールに運び得点する。
『オリオンの刻印』では灰崎やヒロトとは異なり、最後まで一星を敵視するような態度を見せなかった。また、チームメイトに気を遣う一星が無理をしていると見抜いた岩戸の言葉がきっかけで、一星に一緒に滝を見に行こうと富士の樹海にある甲羅谷大滝に誘い込むが、迷子になってしまい自身も足を怪我するトラブルがあったものの、結果として一星が本当の意味でチームの一員になることが出来た。
死去したと聞かされていたが実は生きていた父親の行方を気にしており、トキオサンシャインタワーで新条と出会った際に父親の所在調査を約束してもらい、彼と連絡先を交換する。
アメリカ代表の偵察をした帰りに自身の父親を名乗る真人と会い、どうして病弱な母親に会わなかったのかと怒りをぶつける。母親の言った通りにサッカーを続けることで父に会えたことに喜んでいたが、オリオン財団が世界の貧しい子供たちを救っていることを真人から教えてもらったことを試合中に回顧するも、卑怯な手段を使うネイビーインベンダーを見てオリオンのことは信じられないと浮かばない顔をしていた。彼が日本に帰らなかった理由やオリオン財団に入ってることを聞き、オリオン財団を内部から改革して正しいサッカーを取り戻すことを約束される。
アメリカ戦後に手紙を残しチームを離れ、真人にオリオンの練習施設に連れられ、オリオンの選手たちの境遇を聞かされる。そこで出会ったマリクに仲間にならないかと勧誘され、断ったが黒服に拉致されてしまう。洗脳前に新条に保護されており、ロシア戦後に代表に復帰する。オリオンの真実を知り、試合で勝ち進むことでオリオンと戦うことを決意する。
地雷原やグリッドオメガなど少し強引でもルールに沿った必殺タクティクスなら納得出来るものの、イタリア戦で野坂が提案した作戦には相手選手を怪我させる可能性が高いことから、卑怯な作戦は嫌だと野坂の提案に反対する。
イタリア戦後、新条が明日人に向けた言葉が母・百合子が亡くなる直前に言ったことと同じであることから彼が本当の父親ではないかと思い、シャドウ・オブ・オリオン戦後に彼が父親と判明し、涙を流しながら本音を彼にぶつけた。
コロコロ版では最初から東京スカイツリーに立っていた。また、FFI予選の決勝戦で足を怪我してしまうが、ピッチに復活する。
FFI予選決勝後に足の状態を100%にするために、救急車に救急搬送されてしまう。その後、決勝戦前に練習中に右足を故障した道成にキャプテン代理を託されて、10人でFFIの全国大会決勝戦の王帝月ノ宮戦で戦った。
必殺技は「イナビカリ・ダッシュ」、「シャイニングバード」、「サンライズブリッツ」、「メテオドロップ」（小僧丸、氷浦）、「カウンタードライブ」（小僧丸）、「バックドラフト」（小僧丸、剛陣）、「ビクトリーライン」（小僧丸&道成、小僧丸&剛陣〈コロコロ版〉）、「ラストリゾート」（灰崎、野坂）、「ラストリゾートΣ」（灰崎、野坂、一星）、「北極グマ2号」（小僧丸&のりか、小僧丸&球太〈コロコロ版〉、のりか&アフロディとのオーバーライド技）、「爆熱ストーム」（小僧丸とのオーバーライド技）。
灰崎 凌兵（はいざき りょうへい）
声 - 神谷浩史 / 村中知（幼少時）
本作における主人公の一人。星章学園1年生。ポジションはFW。背番号11番（星章）→14番（雷門）。キャッチコピーは「フィールドの悪魔」。誕生日は5月25日。一人称は「俺」。
褐色肌、灰色の長髪で右目が隠れているのが特徴。実力はかなり高いが、気分が乗らないと練習に出ず、協調性が無くチームで孤立している。3回に1回しか試合に出ないのも、自分にとってプラスになる試合しか出たくないためである。小学校高学年から、幼馴染の少女・茜を廃人にしたアレスの天秤への復讐のためにサッカーを続ける。
木戸川戦でGK（ゴールキーパー）からの光景を体感することでチームメイトに指示を出したり連携を意識するようになる。
全国での王帝戦で完敗し放心状態のまま街を彷徨うが、雷門の試合を見るうちに復讐のためではなく純粋にサッカーをしたい、もう一度フィールドに立ちたいと強く意識するようになる。その後鬼道に今一度サッカーに向き合うようアドバイスを受け、決勝戦前に鬼道の手続きや両校の監督の同意の下、雷門中に転校。明日人らと共に決勝戦に臨むこととなる。雷門への編入は一時的なもので、FFI終了後には再び星章に戻ることが金雲からの報告を受けた星章のキャプテンである水神矢により明らかにされ、FFI終了後は水神矢と共に星章へ帰った。
決勝戦では復讐のためにラフプレーを連発したが、明日人や茜の説得や、野坂がアレスの天秤のシステムで脳腫瘍を患っていることも知ったことで、彼と和解する。
『オリオンの刻印』では 同じFWのヒロトとは合宿所も同室で、お互いに素行の悪さも相まって最初はいがみ合ったり競い合ったりしていたが、次第に互いを認め合って一緒に行動することが多くなり、「ゴッド&デビル」としてアジア予選で活躍する。
同じ「ペンギンを継ぐ者たち」である鬼道にオーバーヘッドペンギンを使われた際には狼狽えてしまう。
オーストラリア戦後、鬼道にドーピング疑惑を被せた一星に腹を立て目の敵にしたが、サウジアラビア戦後に一星を仲間と認める。中国戦では決勝ゴールを決めた。また、以前よりもサッカーへの情熱は熱く、世界大会前に豪炎寺を自分より強い選手と認め、いつか彼と肩を並べられるくらい強くなると宣言した。
必殺技は「オーバーヘッドペンギン」、「パーフェクトペンギン」、「シャーク・ザ・ディープ」、「デスゾーン」（佐曽塚、折緒）、「ペンギン・ザ・ゴッド&デビル」（ヒロト）、「ラストリゾート」（明日人、野坂）、「皇帝ペンギン2号」（風丸&水神矢、鬼道&水神矢〈サンデーうぇぶり版〉）、「皇帝ペンギン2号feat.シャーク」（風丸&水神矢、鬼道&不動）、「ラストリゾートΣ」（明日人、野坂、一星）、「ペルセウスオーブ」（一之瀬、クラリオ）、「デスクラッシャーゾーン」（鬼道、不動、氷浦とのオーバーライド技）。
野坂 悠馬（のさか ゆうま）
声 - 福山潤
本作における主人公の一人。王帝月ノ宮中サッカー部のキャプテン。2年生。ポジションはFW/MF。背番号10番。キャッチコピーは「戦術の皇帝」。誕生日は4月2日。
表情のない目が特徴的で、これはキャラクターデザインの長野拓造によれば、日野から「もっと無表情な死んだ目で」と指示を受けたためだという。また、灰崎が名前通り闇感があるキャラであることから対になるようにきれいめな名前にして髪色もピンクにしており、比較すると陰と陽になるような感じで作っている。一人称は「僕」。
背中にある王冠型のアザは、小学6年生の頃に火事から少女を救出した際に出来てしまったものである。
試合観戦時は変わった座り方をしており、食べ物を口にすることが多い。なお、変わった座り方はアニメスタッフの演出であるという。西蔭曰く、スイカに目がない。試合後には甘いものをよく食べるらしい。
アレスの天秤の正しさを証明するためのプロセスとしてサッカーをしている。
脳腫瘍で余命3か月と宣告されており、立ち眩みや発作に見舞われるも、目的を果たすためにフットボールフロンティアを戦い抜くことを望む。灰崎とは別のタイミングで茜を見舞い、彼女を協力者として何かを企てている様子も見られる。
小さい頃に両親に育児放棄された末、児童施設「英才こどもセンター」に入れられ、アレスの天秤の教育を受け、教育の一環として小学校低学年からサッカーを始めている。そこで似た境遇の子供たちに出会い社会の荒みを知り、自分たちのような不幸な子を出さないために世界を変えようと決意する。雷門対星章戦後に倒れたことがきっかけで雷門中のマネージャーである神門杏奈と知り合い、彼女に全ての事情を打ち明けた。余命3ヶ月と宣告された脳腫瘍は、実はアレスシステムで使用される薬物の副作用によるもので、御堂院の計画を阻止するためにあえて手術期限の3ヶ月までアレスシステムの欠陥である証拠の一つとして残していた。アレスの天秤によって廃人状態となったがリハビリによって容体が回復した茜に治ってないふりをしてほしいと提案し、彼女と連絡を取って病院内にある証拠を集めていた。その後、摘出手術を行うことを杏奈に明かした。
『オリオンの刻印』では初期から日本代表のメンバーとして選ばれていたが、脳の手術のためにしばらく戦線離脱していた。
ウズベキスタン戦後半から復帰し、不在の円堂の代理でキャプテンを任される。また、円堂が控えとなった際にはキャプテンを務める。
旧雷門選手が次々と離脱し、崩壊しつつあったチームを立て直すために様々な戦術を張り巡らせる。それを邪魔しようとした一星を手玉にとった挙句改心させ、彼の分析能力の高さをチーム1であると認め、それを最大限に生かすために自分の参謀役にスカウトする。「タクティクスマスターズ」と称される二人により高度なチーム戦術が生み出される。
ロシア戦前に行方をくらました明日人から連絡があったと伝えた金雲に対し、嘘であることを見抜いた。
コロコロ版ではFFI予選決勝後に登場し、全国大会では王帝月ノ宮の10点を取り星章を倒した。決勝戦では明日人のライバルとして認めている。
また、回想シーンでは幼少時として登場している。野坂の親友である、夏野日向がいる。この時は脳腫瘍になっていなかった。
必殺技は「キングス・ランス」、「スカイウォーク」、「月光丸・燕返し」、「ラストリゾート」（明日人、灰崎）、「ブリザートルネード」（アニメでは未登場、一星）、「ラストリゾートΣ」（明日人、灰崎、一星）。
一星 光（いちほし ひかる）【？】→【王帝月ノ宮中】
声 - 大町知広 / 弘松芹香→藤原夏海（幼少時）
本作における、明日人、灰崎、野坂に続く4人目の主人公。1年生。ポジションはMF。背番号13番。キャッチコピーは「青き一等星」。誕生日は1月23日。合宿所では岩戸と同室。
当初は「一星 充」を名乗り、ロシアのチームからイナズマジャパンに参加した国家友好親善大使。その正体はオリオンの使徒の1人であり、幼い頃に交通事故で父親（声 - 布施川一寛）を亡くし、オリオン財団に引き取られていた。重い病気を患う弟・光の手術費用を工面してもらうためにオリオン財団に従い、イナズマジャパンを敗退させるために内部から妨害を行う。
後に自分自身が弟の光であり、小学3年生の頃に父とともに兄である充を事故で亡くしていたことが判明。なお、充とは歳が2歳離れている。元々は日本で生まれ育ったが、オリオン財団によってロシアに連れて行かれていた。
その辛い境遇を乗り越えるために充になりきるようになった結果、強くたくましいサッカープレイヤーの充の人格と、重い病気を患いサッカーができず入院中の光の人格を持つ二重人格となってしまった。光の人格の時は兄の充に夢を託し、岩戸と文通していた。
血の滲むような努力で兄と同等の能力を得て、サウジアラビア戦後半で人格が統合され、天才的な身体能力だが勢い任せの面を持つ充と、選手としては平凡だが優れた分析力を持つ光の能力を兼ね備えたプレイヤーになる。なお、人格統合後は容姿が変化しており、髪の広がりが抑えられて左右にハネができ、瞳は幼少期の頃の形に戻り、表情も穏やかになった。
試合終了後、迷惑をかけたイナズマジャパンを去ろうとするが、明日人や灰崎に引き留められ、野坂に責任を取ってもらう形で参謀役にスカウトされた。「タクティクスマスターズ」と称される二人により高度なチーム戦術が生み出される。本来は真面目な性格であり、人格統合後も初めは孤独を恐れるあまり、皆から嫌われないようにと自ら雑用を受け持っていたが、明日人や仲間たちに気を遣わなくていいと助言をもらい、本当の意味でチームの一員になれた。アジア大会終了後、鬼道にドーピング疑惑を被せたことに謝罪し、ドッキリを仕掛けられつつも和解する。
兄同様の身体能力を持っているだけあって喧嘩も強く、灰崎から殴りかかられても軽々を交わしつづけ、不良複数人相手でも圧倒するほどの強さを持つ。サッカーにおいても、柔軟なボールさばきで相手のディフェンスを突破するシーンが多い。
また、幼少期からあった分析力も健在で、中国戦では相手チーム全員の能力や特徴をギリギリではあるが見抜き、さらにメンバー全員の食べ物の好みまでも把握しており、壮行会のパーティでは野坂と西蔭の食事を好みに合わせて完璧に用意していた。
FFI終了後は、新条の協力のもと、王帝月ノ宮中に編入し、野坂や西蔭と同じサッカー部の一員となった。
必殺技は「ブルー・スターダスト」、「プラネットブレイク」、「ブリザートルネード」（アニメでは未登場、野坂）、「ラストリゾートΣ」（明日人、灰崎、野坂）。

## 伊那国・雷門中学校
フットボールフロンティア予選Aブロック。スポンサーは旅行会社『アイランド観光』。旧雷門イレブンが全国に強化委員として派遣され、部員の募集もしておらずに不在になっていた所に、明日人たち伊那国イレブンが廃部を逃れるためのスポンサー確保と雷門イレブンとしてのフットボールフロンティア出場権を得るために冬海の手配で編入してきた。編入先が雷門中になったのは冬海の根回しであり、伊那国中の生徒たちを受け入れてもらえないかと交渉し、雷門中の校長をはじめとする運営の人物にOKをもらった形となっている。全国大会3回戦までは趙金雲指示のもとで目の試合をクリアするのに精一杯で、具体的な目標は決めていなかった。準決勝を目前に控え、「全国優勝」に狙いを定める。雷門中の校舎のデザインは旧作とは様変わりしている。これは違う時空に入ったことを象徴するためで、新生雷門で新シリーズ感を出しており、画面に映った際にどのシリーズの雷門か分かるように「3つめの雷門の物語が始まる」というイメージだという。イナビカリ修練場は金雲によって改良された。制服は旧作と変わらないが、男子の制服はボタンの数が5個に増えている。女子の制服はスカートの丈が少し長くなっており、長袖のワイシャツを着用している生徒もいる。 リボンの色は1年が青、2年がオレンジ色、3年が緑色に変更。ただし、神門杏奈だけは濃いピンク色で（そしてほかの生徒に比べてリボンが大きい）、シャツの袖がパフスリーブになっている。上京した明日人たちは木枯らし荘に住んでおり、男子は2人部屋、女子ののりかは1人部屋となっている。なお、木枯らし荘は新しく立てられたため、明日人たちが木枯らし荘の住人1号となっている。日野によれば本作の雷門は「光を放つ太陽」のイメージで作ったという。メンバーのキャラクターデザインは旧雷門のオマージュが入っており、長野によれば「泥だらけになりながらも前に進んでいくイメージ」だという。『オリオンの刻印』でFFI終了後、島に帰り、伊那国中へ戻る。強化委員として派遣された円堂たちも雷門に戻り、新たにスポンサーもつけてもらった。
- 伊那国・雷門中学校の戦術（必殺タクティクス）
  - サッカー盤戦法：ゲームのサッカー盤のように移動を制限することにより、相手へのプレスに隣接した2名の選手で対応することで、他の選手は体力の温存と瞬発力のあるプレーで速いテンポの攻撃に対応できる。
  - マリオネットアタック：相手を六角形に囲んだ6人のパス回しで釣って散開させ、中央にスペースを作る。

### 伊那国・雷門中サッカー部
男子選手の部員の一人称は日和、奥入以外（明日人含む）全員「俺」、日和と奥入は「僕」。ユニフォームは旧作から変更されており、色は黄色、袖に青色の模様が入っている。半ズボンの色は青。ゴールキーパーのユニフォームは半ズボンと共に紫、袖の色は水色で、紫の縦ラインが2つ入っている。裾には旅行会社『アイランド観光』のロゴに左胸には青色（ゴールキーパーのユニフォームの稲妻マークの色は白）の稲妻マークが靴下の色は黄色のラインが入った青、ゴールキーパーは黄色のラインが入った水色。ジャージは旧作と同じ。
稲森 明日人（いなもり あすと）
詳しくは#主人公を参照。
海腹 のりか（うみはら のりか）
声 - 茅野愛衣
緑色でパーマのかかった髪型が特徴。チーム内唯一の女子選手で、伊那国・雷門中2年生。ポジションはGK。背番号1番。キャッチコピーは「癒し系ゴールキーパー」。誕生日は6月1日。木枯らし荘では1人部屋となっている。
母親（声 - 岡田恵）は海女で、伊那国島にいた頃は自身もその手伝いをしていた。その経験から必殺技を編み出すこともある。
母を心配して島から東京へ行くことを躊躇するも、母親に背中を押されて東京へ行くことを決心する。
白恋戦を前に大事な試合で点を取られてばかりと相手選手のシュートを止められないことに悩み、ストライカーたちと渡り合えるキーパーになりたいと思うようになる。イナビカリ修練所で特訓を積み重ね、白恋戦で母親の言葉を思い出して新必殺技「マーメイドヴェール」を完成させる。試合後、なえとはこれからも女の子同士で頑張ろうと誓い合う。
『オリオンの刻印』ではロシア戦前に小僧丸と共に代表に合流する。軽くてプレイしやすいという理由でパーマのかかった髪型からショートカットのストレートパーマに変わったことや、お土産に実家の海苔ではなくマカロンを持ってきて垢抜けた姿を見せたことから伊那国メンバーを驚愕させる。
合流後に円堂に新必殺技を披露するも、試合では円堂の真似をしているのではないかと気が引いてしまい、新技を出すことが出来ずに失点してしまう。しかし、円堂からの助言を受け、マジン・ザ・ウェイブを披露し、ゴールを守ることが出来た。
コロコロ版では最初から正ゴールキーパーとして活躍をしていたが、木戸川戦で右手が全治3ヶ月の怪我を負ったため、帝国戦以降の控えとなった。
必殺技は「ウズマキ・ザ・ハンド」、「マーメイドヴェール」、「マジン・ザ・ウェイブ」、「北極グマ2号」（明日人&小僧丸、明日人&アフロディとのオーバーライド技）。
日和 正勝（ひより まさかつ）
声 - 寺崎裕香
伊那国・雷門中2年生。ポジションはDF（ディフェンダー）。背番号2番。キャッチコピーは「体技のディフェンス」。誕生日は9月23日。
やや小柄で銀髪で常にハンチング帽を被っている。
主に敬語で話し、チーム内で唯一人、道成や剛陣、のりかなど先輩や女子に対してはさん付けで呼ぶ。
必殺技は「シューティングカット」、「グラビティケージ」（服部、奥入）、「フラッシュダンス」（道成）。
万作 雄一郎（まんさく ゆういちろう）
声 - 櫻井孝宏
伊那国・雷門中2年生。ポジションはDF。背番号3番。キャッチコピーは「俊足ディフェンダー」。誕生日は11月1日。
長身で目深にキャップ帽を被っており、やや髪が長くウェーブがかかっていて、帽子を取った際はオールバックとなっている。ユニフォームを着用する際は襟を立てている。
父親の一平（いっぺい、声 - 各務立基）は寿司職人であり、実家は寿司屋「万平（まんぺい）」を営む。白恋戦ではそのことをアツヤの挑発に利用されて激怒したり、ロシアに向かう飛行機の中で父の押し寿司をメンバーに振る舞っていたこともある。
明日人、氷浦とは親友同士で特に明日人と仲が良く、木枯らし荘でも同室。アメリカ戦では明日人が試合前になっても現れないことに気付いて直前に遅刻した際には注意したり、試合中に浮かない顔をしていた明日人に気付くなど、明日人の親友らしく彼を気に掛けていた。
金雲に指示された特訓により、予選最終戦からリベロとなる。
必殺技は「スパークウィンド」、「スピニングカット」。
服部 半太（はっとり はんた）
声 - 戸松遥
伊那国・雷門中2年生。ポジションはDF/MF。背番号4番。キャッチコピーは「忍者走法」。誕生日は12月4日。
チーム一小柄で、鼠色の髪で黒い頭巾を被っている。
岩戸とは仲が良く、木枯らし荘でも同室で、彼からは「ハンちゃん」と呼ばれている。
通信講座で忍者検定1級をクリアしており、その成果で白恋戦では白恋のサインプレイを読み取る活躍をする。
必殺技は「忍法ガマガエル」、「イリュージョンボール」、「グラビティケージ」（日和、奥入）。
岩戸 高志（いわと たかし）
声 - 三宅健太
伊那国・雷門中2年生。ポジションはDF。背番号5番。キャッチコピーは「防衛タワー」。誕生日は3月3日。
通称ゴーレム。大柄で語尾に「〜ゴス」と付けて喋る。服部とは仲が良く、木枯らし荘でもと同室。
『オリオンの刻印』では入院中だった一星光の人格と文通を交わしていた。当初、綺麗な字から光を女性と思っており、光から男性であることを知らされた時にはショックを受けていた。
一星がオリオンの使徒と確定した際に彼とオリオン財団の密会を目撃し、彼にやむにやまれる事情があるとメンバーに説明した。また、人格統合後の一星が周囲に気を遣う様子を見て無理をしていることを見抜いていた。
アメリカ戦前にアフロディとヒロトの3人で新必殺技のために三半規管を鍛える特訓で遊園地に行った際、酔ってしまうことからコーヒーカップが苦手であることが判明する。DFとして壁になる自信はあるがアフロディやヒロトのように攻撃に参加する自信はないと落ち込むも、アフロディの助言やヒロトの支えもあり、コーヒーカップ1000本ノックに挑戦し、アフロディのアドバイスを受け、酔わずにコーヒーカップに乗ることが出来た。
必殺技は「ザ・ウォール」、「スーパーアルマジロ」、「GGG線上のアリア」（ヒロト、アフロディ）。
道成 達巳（みちなり たつみ）
声 - 木村良平
伊那国・雷門中サッカー部のキャプテン。3年生。ポジションはMF。背番号6番。キャッチコピーは「慎重派キャプテン」。誕生日は6月16日。
やや長身で、褐色肌でおかっぱの様な黒茶色の長い髪が特徴。伊那国島から東京へ行くことについて母親から反対されることを懸念していた。
準決勝戦である利根川東泉戦を前に、田舎である伊那国島から上京したことによりメンバーや環境が変化する中で自身だけ何も変わっていないことや「伝説のキャプテン」である円堂との差を見せつけられることの不安である心情を明日人に吐露し、もとよりキャプテンの器では無いことに悩む。
利根川東泉戦のハーフタイムにキャプテンとして劣等感を抱いてることを円堂に打ち明け、その際に激励を受けたことで、小学5年生の頃に自身をキャプテンに任命してくれた伊那国小サッカー部の井本監督の言葉を思い出し、吹っ切ることが出来た。優勝を意識するあまり、サッカーを楽しむことを忘れて険悪な雰囲気となったチームを一つにまとめる。決勝点を決める際にビクトリーラインのブレを補正して痛みを堪えた結果、右足を負傷。決勝戦前に入院し、その際に明日人にキャプテン代理を託す。試合当日はベンチで明日人たちを見守る。
必殺技は「ダッシュアクセル」、「フラッシュダンス」（日和）、「ビクトリーライン」（明日人、小僧丸）。
氷浦 貴利名（ひうら きりな）
声 - 斉藤壮馬
伊那国・雷門中2年生。ポジションはMF。背番号7番。キャッチコピーは「氷の微笑」。誕生日は2月14日。
青髪に切れ長の目が特徴。明日人、万作とは親友同士。
クールに見えるが実はおばあちゃん子。日野によれば、美形として考えた際にどうしてもクールになってしまい、島育ちでそこまでクールな子になるだろうかという理由でおばあちゃん子という設定をつけたという。
金雲の「ムフフ」な画像の意味がわからない、探偵のようなセリフや行動を取るなど若干天然な部分がある。
『オリオンの刻印』では無敵ヶ原に対し、停泊所とそこに停泊する船から取った偽名だということを見抜き、子文が富士丸と同一人物であることにも唯一気づいていた。
アメリカ戦では相手選手に挟まれて地雷原に連れ込まれてしまい、負傷するが、ロシア戦前には完治しており、試合に出場した。
必殺技は「氷の矢」、「氷の槍」、「メテオドロップ」（明日人、小僧丸）、「デスクラッシャーゾーン」（鬼道、灰崎、不動とのオーバーライド技）。
奥入 祐（おくいり ひろ）
声 - 花江夏樹
伊那国・雷門中2年生。ポジションはMF。背番号8番。キャッチコピーは「チームの分析屋」。誕生日は4月7日。
短髪で眼鏡。必殺技の名前を命名することも。
必殺技は「ザ・ラビリンス」、「スーパースキャン」、「グラビティケージ」（日和、服部）。
剛陣 鉄之助（ごうじん てつのすけ）
声 - 武内駿輔
伊那国・雷門中3年生。ポジションはFW。背番号9番。キャッチコピーは「努力の熱血フォワード」。誕生日は9月24日。
褐色肌で紫色のパンチパーマが特徴。やや喧嘩っ早く、旧雷門イレブンを優勝に導いた円堂を知らなかったなど世間に疎い一面がある。チームのムードメーカーとして雰囲気を盛り上げる。
どんなシュートにも反応する野生の勘でボールに飛びつき、点を決めていく。
大工を務める父・正辰（まさたつ、声 - 志村知幸）が「ファイアトルネード」を「ファイヤレモネード」と間違えて覚えているのをそのまま信じたことがきっかけで必殺技を会得することに躍起になっているものの、シュートを打とうとして不発に終わることが多かった。しかし、決勝戦にてとうとうファイヤレモネードを習得し、決勝点になる。
『オリオンの刻印』では常にやる気はあり、いつでもピッチに入れるように監督の前で猛アピールしているが、中々出番は来なかった。しかし、中国戦後半途中でヒロトに代わり途中出場。同試合で初出場となる。
炭酸のように重みの無い軽い球質の欠点を持つファイアレモネードの克服のために、登山客の老婆たちの重りを付けながら富士山頂までドリブル特訓した結果、球質が重く浮き上がるライジングへとパワーアップさせ、チーム初得点をあげる。
コロコロ版では最初からメインキャラクターとなっている。また、おバカな場面もある。
必殺技は「ファイアレモネード」、「ドラゴンクラッシュ」、「ファイアレモネード・ライジング」、「バックドラフト」（明日人、小僧丸）、「ビクトリーライン」（明日人、小僧丸〈コロコロ版〉）。
小僧丸 サスケ（こぞうまる サスケ）
声 - 梶裕貴
伊那国・雷門中2年生。ポジションはFW。背番号11番。キャッチコピーは「おデブなエースストライカー」。誕生日は7月14日。
小柄でふくよかな体型が特徴。
自然豊かな環境で自分を磨こうと山ごもり的に伊那国島に来ており、都会から転校してきたため伊那国中サッカー部のメンバーではなかった。
小学6年生の頃はディフェンダーをしていたが、ひったくりを撃退した豪炎寺からのアドバイスを受けフォワードに転向し、彼を尊敬している。
『オリオンの刻印』ではロシア戦前にのりかと共に代表に合流する。代表に選ばれなかった悔しさから、サッカー部にも顔を出さずに山に籠もって特訓をする。憧れの豪炎寺のようになりたいと願った結果、かなり痩せて身長も伸び、豪炎寺のようなシルエットになり、最初は周囲に豪炎寺と間違えられ驚愕させる。
太っていた頃と比べ、豪炎寺に寄せた現在は性格も大人になり丸くなった。その成果か仲間を生かす静のプレイと荒々しい動のプレイを身に着け、スイッチを入れ動のプレイに切り替えた際には青い強力なオーラを身に纏う。その状態を氷浦からはスーパーワイルド小僧丸と呼ばれる。ロシア戦前半にチームメイトを動揺させるアースを排除させる度を越したラフプレーがファウルを取られ、レッドカードを貰い退場する。
必殺技は「ファイアトルネード」、「ヒートタックル」、「火だるまバクネツ弾」、「オーバーサイクロン」、「ラストリゾート」、「メテオドロップ」（明日人、氷浦）、「カウンタードライブ」（明日人）、「バックドラフト」（明日人、剛陣）、「ビクトリーライン」（明日人&道成、明日人&剛陣〈コロコロ版〉）、「北極グマ2号」（明日人&のりか、明日人&球太（コロコロ版）とのオーバーライド技）、「爆熱ストーム」（明日人とのオーバーライド技）。
京野 球太（きょうの きゅうた）
伊那国・雷門中2年生。ポジションはGK（控え）、背番号12番。『月刊コロコロコミック』の漫画版のみに登場するオリジナルキャラクター。
小柄でオレンジ色の髪にそばかすが特徴。
作者のおおばあつしによれば、コロコロ読者の目線と明日人にツッコミを入れられるキャラクターが欲しかったといい、旧作の漫画版に登場した多摩野五郎を参考にしたという。
正ゴールキーパーはのりかであるが、おおば曰く「コロコロで女の子がボロボロになるのはちょっと…！」とのことでポジションがGKとなった。
小学4年生の頃に、両親と共に伊那国島に引っ越してくる。
泣き虫な性格で、引っ越してくる以前の学校ではいじめられっ子であったらしく、周囲からは「泣き虫球太」と呼ばれていた。
試合中でもユニフォームを着用することはなく、常に雷門中のジャージを着ている。
木戸川戦でのりかが右手に全治3ヶ月の怪我を負ったため、帝国戦以降は正ゴールキーパーに。
必殺技は「涙で波だ」、「北極グマ2号」（明日人、小僧丸とのオーバーライド技）。
灰崎 凌兵（はいざき りょうへい）
詳しくは#主人公を参照。

#### マネージャー
神門 杏奈（みかど あんな）
声 - 高橋李依
1年生。薄橙の髪に青い瞳が特徴で、「雷門の女帝」と称される生徒会長。誕生日は3月2日。
伊那国・雷門イレブンが雷門に必要な存在であるのかを見極めるため、美濃道三戦からマネージャーとなる。
雷門対星章戦後に観客席で突然倒れた野坂に声をかけたことで彼と知り合う。その後、王帝月ノ宮対星章戦後に彼から脳腫瘍で余命わずかであることを打ち明けられ、彼を気にかけるようになり、次第に好意を抱く。
大谷 つくし（おおたに つくし）
声 - 藤田茜
3年生。明るい性格の「はつらつナビゲーターガール」。誕生日は1月23日。
金雲のノリに乗ったりするなど、ノリのいい一面がある。
旧作ではゲームでのみ登場。

#### 監督・コーチ
趙 金雲（ちょう きんうん）
声 - 中村悠一
伊那国・雷門イレブンの「謎の中国人監督」。誕生日は7月20日。
元サッカー選手、監督含め数々の経歴を持っている。サッカーよりもクンフーが得意だが、サッカーが出来ないわけではない。試合中はスマホやゲーム機でゲームをしていることが多い。
相手チームのデータをよく調べ上げており、そこから作戦を立案し試合中にその時が来たら選手に指示を出す。
その適当な言動や、サッカーと関係ない特訓内容からメンバーから抗議されることもあるが、そうやって指示されたことが試合で実際に機能するなど、食えない所もある。
利根川東泉戦前に「のっぴきならない家庭の事情」といって、新必殺技の特訓内容と道成への手紙を彼に渡し、子分と共にチームを離れる。実際は利根川東泉戦では子分と共に観客席でクマゾウの着ぐるみでアイス売りに扮し、様子を見ていていた。雷門中が勝利した後に嬉しそうにベンチに駆け寄り、再びチームに戻る。
『オリオンの刻印』では雷門中監督時代のように色々な特訓を科したりする。一星の事情も大体把握していた。
数年前に中国でハオら身寄りの無い貧困街の子供たちを集め、まっすぐに生きることの素晴らしさを教えるために弟子として取りサッカーの指導をする。
サッカーの解放のため、オリオン財団を潰すことを目的にハオと活動していた。
中国戦直前に手術で休むという仮病でいなくなり、大頭面を被ったバレバレの変装で中国代表コーチの「チョウ・キントウン」としてイナズマジャパンの前に立ちふさがる。中国戦中は、なぜか皿回しを延々とやっている。シーンが切り替わるたびに、皿回しがパワーアップしている。両チームにまっすぐで気持ちのいいサッカーの楽しさをもう一度感じてもらう目的を終え、試合後、完璧な久遠の変装をし、報道陣の前で正体を暴露して挙句に皿回しをするという前代未聞の登場でイナズマジャパンに戻る。
ロシア戦前に行方をくらました明日人がオリオンの使徒になったとベルナルドから伝えられたが、メンバーには帰りが遅くなると嘘を告げる。
世界サッカーに対する批判的行動がサッカーへの侮辱とし、世界サッカー協会から引退という除名処分を受け、10年間スポーツ界の歴史から消えた過去があるとされていたが、実はオリオンによってサッカー界から消されており、オリオンに対し反旗を掲げていた所、新条にスカウトされ、協力することに。影山を自分と戦う相手は他にいないとイリーナの指示をハッキングしてすり替えてシャドウ・オブ・オリオンの監督として呼んだ。
亀田 幸則（かめた ゆきのり）
声 - 山岸治雄
伊那国・雷門イレブンのコーチ。雷門中の運営サイドに雇われた。
利根川東泉戦では金雲が不在のため、監督代理を務めることに。

### 伊那国・雷門中関係者
稲森 百合子（いなもり ゆりこ）
声 - 田中晶子
明日人の母親。伊那国島出身。重病を患っており、伊那国中サッカー部廃部と同時に危篤状態となり、息を引き取る。
夫の琢磨は日本リーグで活躍していたサッカー選手であり、その実力が見込まれて海外のクラブチームに移籍するが、重病持ちのため一緒に移住することは出来ないと思い離婚、赤子だった明日人と共に伊那国島へ帰郷。明日人が成長するにつれ、「父は海外赴任中の事故で亡くなった」と嘘を付いていた。ヨネとは知り合いであった模様。
コロコロ版では稲森家の墓として登場している。また、こちらではアニメ版よりも息を引き取るシーンはなし。
風秋 ヨネ（かぜあき ヨネ）
声 - 寺内よりえ
木枯し荘の管理人。利根川東泉のマネージャー・木野秋とは親戚にあたる。
百合子とは知り合いであった模様で、彼女が遺した手紙を明日人に渡した際に「父の今の姿を見たらサッカーが嫌いになるかもしれない」と危惧している。
『オリオンの刻印』ではイナズマジャパンのサポーターとして秋と共に参加するが、ロシアには帯同せず日本に残る。
『イナズマイレブンGO』に登場する人物で、同作では木枯し荘の住人となっている。
火来 伸蔵（ひらい しんぞう）
雷門中学校の校長。
冬海 卓（ふゆかい すぐる）
声 - 四宮豪
伊那国中学校の校長。経歴は不明だが、伊那国中学校の校長に就任しており、サッカー部を潰し、部員を雷門中へ送る。
実は明日人たちが雷門中へ行きたいことを見越しており、彼らの編入先が雷門中となったのも自身による根回しで、雷門中へ編入することも早々に決まっていた。「条件付きでスポンサーになってもいい企業」というのも実はアイランド観光のことであった。
旧作では教師兼雷門サッカー部顧問兼監督。
島袋 幾太郎（しまぶくろ いくたろう）
声 - 各務立基
アイランド観光社長。
予選1戦目で伊那国・雷門イレブンがオーバーヘッドペンギンを追いかける姿を観た際に出資を決め、新生サッカー部最初のスポンサーとなる。
李 子文（り こぶん）
声 - 寺崎裕香
金雲の助手的存在で大頭面を被った謎の少年。詳細は中国代表チーム「足球雑技団」を参照。
ナターシャ
声 - 大井麻利衣
金雲との旅行に同行していた褐色の美女。その正体は国際刑事警察機構の捜査官だった。
井本 勝則（いもと かつのり）
声 - 河合みのる
伊那国小サッカー部の監督。
道成のチームメイトへの気遣いと力を引き上げる才能を見抜き、当時小学5年生であった彼をキャプテンに任命し、サッカーに一番大切なのは心だと教える。

## 星章学園
フットボールフロンティア予選Aブロック。スポンサーは吉良財閥グループ内の製薬会社『キラスター製薬』。進学、スポーツを両立した名門校で帝国学園を抑え、練習試合のランキングレースで1位となった。元々強豪校の一つで、そこに鬼道が強化委員として入り、さらにレベルを引き上げた。選手の育成だけでなく、相手チームの情報を収集・分析する調査班も存在している。雷門とは1戦目に戦うが、最終戦の相手の緑が丘中学校が全員インフルエンザ、雷門の最終戦の相手の青葉学園がカンニングで棄権したことで最終戦も戦う。日野によれば「スター選手のいる星」のイメージで作ったという。
- 星章学園の戦術（必殺タクティクス）
  - クライシスゾーン：8人による相手の全選手のデータを元に組まれた完璧なゾーンディフェンス。

### 星章学園サッカー部
灰崎 凌兵（はいざき りょうへい）
詳しくは#主人公を参照。
鬼道 有人（きどう ゆうと）
声 - 吉野裕行
雷門中からの強化委員。3年生。ポジションはMF。背番号19番。キャッチコピーは「ピッチの絶対指導者」、「天才ゲームメーカー」（雷門）。誕生日は4月14日。
明日人のことを一目置いており、灰崎のことを気にかけることも多く、彼の気持ちを汲んで雷門中への転校の手助けをした。
『オリオンの刻印』では円堂や豪炎寺に傷を負わせようとした一星に憤りを感じ、オーストラリア戦で排除しようとするが、試合後に一星にドーピング疑惑を被せられて失格処分となる。
同試合で同じ「ペンギンを継ぐ者たち」である灰崎のオーバーヘッドペンギンを習得する（鬼道のペンギンは黒色）。
失格後は趙金雲と共に一星の素性を調べていた。一星の素性発覚後も、オリオン財団について調べると響木に話していた。
アジア大会終了後にチームに戻った際に、一星から一連のことについて謝罪を受けるが、ドッキリを仕掛けつつも和解している。ロシアには行かず代わりを野坂と一星に託し、日本に残り久遠と共に追加補充メンバーを選ぶ役目を選ぶ。その後、世界代表メンバーに選抜され復帰する。
FFI終了後、強化委員で各学校へ派遣された旧雷門イレブンと共に雷門に戻る。
必殺技は「オーバーヘッドペンギン」、「皇帝ペンギン2号」（灰崎、水神矢〈サンデーうぇぶり版〉）、「皇帝ペンギン2号feat.シャーク」（灰崎、不動）、「イナズマブレイクCG」（円堂、豪炎寺）、「デスクラッシャーゾーン」（灰崎、不動、氷浦とのオーバーライド技）。
水神矢 成龍（みずかみや せいりゅう）
声 - 櫻井孝宏
星章学園サッカー部のキャプテン。2年生。ポジションはDF。背番号5番。キャッチコピーは「クールな熱血キャプテン」。誕生日は2月2日。
グラデーションのかかった青髪と青い瞳が特徴。
『サンデーうぇぶり』による漫画版では小学生の頃にストラップを拾おうとした際に交通事故に遭い、左腕に怪我を負ってしまったことで身体に傷跡が残ってることが明らかにされている。この設定は作者のやぶのてんやによる提案だという。
『オリオンの刻印』ではフランス戦前に代表に合流。野坂、一星とは違う客観的な視点で分析し、ライブラリーと称される。ブラジル戦で純粋なブラジルに対し反則プレイのふりを提案する。
必殺技は「ゾーン・オブ・ペンタグラム」、「皇帝ペンギン2号」（風丸&灰崎、鬼道&灰崎〈サンデーうぇぶり版〉）、「KAMAKURAD」（西蔭、タツヤ）、「皇帝ペンギン2号feat.シャーク」（風丸、灰崎）。
天野 政道（あまの まさみち）
声 - 木村昴
星章学園2年生。ポジションはGK。背番号1番。キャッチコピーは「もじゃもじゃパワーキーパー」。誕生日は10月13日。
大柄な肉体とフサッとした髪型が特徴で、灰崎から「モジャ」と呼ばれる。
並外れた体格と圧倒的なパワーで、相手のシュートを防ぐ。
必殺技は「もじゃキャッチ」、「デスクレーター」。
古都野 富夫（ことの とみお）
声 - 松浦義之
星章学園2年生。ポジションはDF。背番号2番。キャッチコピーは「彗星ブロッカー」。誕生日は7月7日。
赤紫色の天然パーマ、三白眼が特徴。サンデーうぇぶり版では灰崎から「モブ」というニックネームを付けられている。
捉えどころはない雰囲気があるが、相手の動きを予測する能力に長けており、彼に対して生半可なドリブルで抜き去ることは出来ない。
白鳥 つむき（しらとり つむき）
声 - 日野佑美
女の子で、星章学園2年生。ポジションはDF。背番号3番。キャッチコピーは「星空の護り手」。誕生日は8月18日。
一人称は「僕」。銀色の髪のカールしたもみあげが特徴で、サンデーうぇぶり版では灰崎から「デコ」と呼ばれる。
八木原とのコンビネーションで鉄壁の守りを誇るディフェンダー。優しそうな見た目だが発言や試合中の行動には芯の強さが見える。
必殺技は「ブリリアントムーヴ」。
八木原 克己（やぎはら かつみ）
声 - 弘松芹香
女の子で、星章学園2年生。ポジションはDF。背番号4番。キャッチコピーは「つつましき仕事人」。誕生日は1月19日。
一人称は「僕」。左目が隠れた茶髪、眼鏡と緑のヘアバンドが特徴。サンデーうぇぶり版では灰崎から「八の字」と呼ばれる。
手荒なプレーを好まない理性派ディフェンダー。ひ弱そうに見えるが、自分の役割を徹底してこなす職人気質の性格でサッカーに対してもひたむき。
必殺技は「キラースライド」。
双子玉川 哲也（ふたごたまがわ てつや）
声 - 種市桃子
星章学園2年生。ポジションはMF。背番号6番。キャッチコピーは「小さなスピードスター」。誕生日は6月14日。
小柄な体型、前をモヒカンの様に逆立てた茶髪が特徴。体が小さく、目つきの鋭さで威圧感をかもし出すミッドフィルダーだが、サッカーに対する情熱は誰よりも強い。
木戸川清修戦では控えに。サンデーうぇぶり版では灰崎から「チョロ」というニックネームを付けられている。
魚島 鮫治（うおしま さめはる）
声 - 高口公介
星章学園2年生。ポジションはMF。背番号7番。キャッチコピーは「アグレッシブシャーク」。誕生日は3月13日。
雷門戦他では控えに。サンデーうぇぶり版では灰崎から「ギョジン」というニックネームを付けられている。
荒いプレーが目立つが、フェアプレーの精神を心がけている。強靭な肉体を作るために、魚介料理を食べている。
必殺技は「モグラフェイント」。
早乙女 聖也（さおとめ せいや）
声 - 弘松芹香
星章学園2年生。ポジションはMF。背番号8番。キャッチコピーは「スピカのきらめき」。誕生日は9月5日。
サンデーうぇぶり版では灰崎から「枝毛」と呼ばれる。
攻めも守りも器用に熟す卓越したセンスを持つ。鋭いプレースタイルと女の子のようなルックスとのギャップにやられるファンが後を絶たない。
必殺技は「エンジェルレイ」。
佐曽塚 瑛士（さそつか えいじ）
声 - 鈴村健一
星章学園2年生。ポジションはMF。背番号9番。キャッチコピーは「トゲトゲミッドフィルダー」。誕生日は11月5日。
長身体型、ウニの様なトゲトゲした赤髪、猫口が特徴。灰崎から「トゲトゲ」と呼ばれる。
意外とノリがよく、誰からも好かれる選手。
必殺技は「ブリリアントムーヴ」、「デスゾーン」（灰崎、折緒）。
折緒 冬輝（おりお ふゆき）
声 - 布施川一寛
星章学園2年生。ポジションはMF。背番号10番。キャッチコピーは「狩人の眼光」。誕生日は4月18日。
後髪が白、紫で逆立てた髪と三白眼が特徴。サンデーうぇぶり版では灰崎から「キツネ」と呼ばれる。
鋭い眼光で相手を捉え、一気に抜き去る。
必殺技は「スペクトルマグナ」、「デスゾーン」（灰崎、佐曽塚）。
志士谷 雄介（ししたに ゆうすけ）
前髪を黄色く染めた黒髪が特徴。
初出は『月刊コロコロコミック』2019年1月号のポスターで、ゲーム版にて登場予定。
音無 春奈（おとなし はるな）
声 - 佐々木日菜子
雷門中からの強化委員。2年生。マネージャー。鬼道の実妹で、本作では赤い眼鏡を常時かけている。
久遠 道也（くどう みちや）
声 - 東地宏樹
「冷静なる知将」と称される、星章学園サッカー部の監督。誕生日は9月1日。
今作では前髪の分け目が逆で、眼鏡をかけている。木戸川清修の二階堂とはライバル関係にあたる。
中国戦では金雲不在のため、監督代理を務める。鬼道と共に追加補充メンバーの選抜をするため日本に残る。
旧作ではイナズマジャパンの監督およびイナズマジャパンがFFIで優勝した後の雷門中学校の教師。
巻原 英司
声 - 布施川一寛
星章学園サッカー部のコーチ。

### 星章学園関係者
宮野 茜（みやの あかね）
声 - 戸松遥
灰崎の幼馴染の女の子で中学1年生。灰崎が8歳の頃に住んでいたアパートの隣部屋に引っ越してきた際、クマゾウのぬいぐるみを渡したことがきっかけで仲良くなる。
後にアレスの天秤によって廃人状態となってしまい、灰崎が復讐のためにサッカーを始めるきっかけとなる。当初は親の介助を受けて自宅に暮らしていたが、現在は市内の総合病院に入院している。
灰崎からはお見舞いの際にクマゾウのぬいぐるみを貰っている。野坂と何か計画を企んでいて接点があるらしく、灰崎といる時とは違った表情を見せる。
雷門対王帝月ノ宮戦の直前に表情と身体を動かすも、実は容体は少し前から回復していた。地道なリハビリによって回復し、感情も取り戻しており、野坂から協力の要請を受け、アレスシステムの欠陥の証拠を明るみにするため、あえて治っていないふりをしていたことが判明した。

## 王帝月ノ宮中学校
フットボールフロンティア全国大会Aトーナメント1回戦で星章と、決勝戦で雷門と当たる。スポンサーは電機メーカー『月光エレクトロニクス』。優勝候補の一角でアレスの天秤による教育プログラムによって育成されたチームで、計画の正しさを証明するために勝利への合理的なプレイをする。しかし、星章との戦いでまともなサッカーがしたい、アレスの天秤プロジェクトから抜けたいと願うようになる。「強化委員で強くなった」と思われたくないため、強化委員は存在しない。選手はアレスプログラムにより漫画やテレビといった娯楽は禁止され、全寮制でロックされており、夜も監視されている。大会終了後、サッカー部は解散していたが、御堂院の失脚後に再開し、他校のサッカー部と同じようにのびのびとプレイ出来るようになった。日野によれば自然をモチーフとし、「陰のある月」のイメージで作ったという。野坂以外のメンバーの名前は、先に野坂の名前が決まったことから、そこから草や花といった「野」に関する名前を付けたという。自然ではないメカニカルな学校なので「メンバー1人1人は素朴な子たちなんだよ」というギャップ感をあえて狙ったという。野坂を除くメンバーのキャラクターデザインは白や黒の配色にしてカラーのない感じにしているが、野坂が率いるボスチームであることから全員が潜在能力の高い強そうなイメージにしているという。
- 王帝月ノ宮の戦術（必殺タクティクス）
  - グリッドオメガ：フェーズ1で自軍選手が高速で駆け発生した疾風で相手選手の動きを止め、フェーズ2で巨大な赤い竜巻にし、相手チーム選手全員を捕らえ、フェーズ3で相手選手を高くに巻き上げ、地面に叩きつける。
  - ローグプレス：フィールド中央に集まり攻撃ポイントを絞り、他の選手がフォローしつつ防御ラインを強行突破する陣形。

### 王帝月ノ宮中サッカー部
野坂 悠馬（のさか ゆうま）
詳しくは#主人公を参照。
西蔭 政也（にしかげ せいや）
声 - 鈴村健一
王帝月ノ宮中2年生。ポジションはGK。背番号1番。キャッチコピーは「静かなる守護神」。誕生日は2月10日。
長身体型、ライトカーキ色の髪を逆立て、先が後ろに垂れ下がったヘアースタイルが特徴。
野坂の参謀役で、彼と共に行動することが多い。野坂に対しては常に敬語で話している。
不良時代であった小学6年生の頃に火事の中に少女の救出に行った野坂と出会い、彼の話を聞き、共に世界を変えることを決意する。
野坂が脳腫瘍を患ってることは知らず、雷門対利根川東泉戦を前に街で偶然出くわした杏奈から知らされた時はショックを受けてしまうが、決勝戦前に彼の信念で慕っていたと気持ちを切り替え、最期までついていくと決める。
『オリオンの刻印』では鬼道に一星の観察を頼まれていた。ウズベキスタン戦では試合前に警察に連行された円堂の代わりにゴールキーパーを務める。野坂が合流するまでに2点を許してしまうが、後半はアルテミスリングを発動して無失点に抑える。
中国戦前半でDFとして途中出場し、円堂、砂木沼とのオーバーライド技に挑むことに。砂木沼と息が合わないことによる衝突はあったものの、円堂の仲裁もあって和解し、共にザ・アシュラを完成させる。
野坂に参謀役としてにスカウトされた一星に対して嫉妬心を抱いているような節があったが、壮行会のパーティにて一星の分析力の完璧さを目の当たりにしたことで、その実力を認めている。また、前作同様野坂に振り回されがちであり、なぜか度々食べ物を多く盛られている。ロシアの観光の際は野坂が買ってきた大量の屋台料理を食べさせられた挙句、その後円堂とクラリオの大食い競争に無理矢理参加させられてしまい、顔色を悪くしていた。
必殺技は「王家の盾」、「キャスティングアーム」、「アルテミスリング」、「ザ・アシュラ」（円堂、砂木沼）、「KAMAKURAD」（タツヤ、水神矢）。
道場 敦教（みちば あつのり）
声 - 弘松芹香
王帝月ノ宮中1年生。ポジションはDF。背番号2番。キャッチコピーは「完璧なるデータベース」。誕生日は5月3日。
小柄な体型、左右に黒い丸が付いたロップイヤーの様な銀髪と麻呂眉が特徴。
膨大なデータから敵と味方の行動パターンを分析し、動きを予測したポジショニングに長けている。
必殺技は「ザ・ミスト」、「ディープミスト」。
香坂 蘭人（こうさか らんと）
声 - 佐藤里緒
王帝月ノ宮中1年生。ポジションはDF。背番号3番。通称「こうらん」。キャッチコピーは「正確無比なパステクニック」。
やや小柄な体型、グラデーションのかかった雲の様な形の灰色の髪が特徴。
可愛らしい見た目だが、競り負けない身体能力と正確無比のパスのテクニックを併せ持っており、ゴールへのアシストとして貢献する。
必殺技は「スピニングカット」、「疾風ダッシュ」。
桜庭 春樹（さくらば はるき）
声 - 布施川一寛
王帝月ノ宮中2年生。ポジションはDF。背番号4番。キャッチコピーは「王帝の守備の要」。
広い視野を持つチームの守備の要で、精神的に強く逆境に追い込まれても動じない冷静沈着な性格である。
必殺技は「スピニングカット」、「ブリリアントムーヴ」。
花咲 泰全（はなさき たいぜん）
声 - 左座翔丸
王帝月ノ宮中3年生。ポジションはDF。背番号5番。キャッチコピーは「モヒカンのチャンスメーカー」。
褐色肌で大柄のマッチョ体型、メッシュが入った灰色のモヒカンヘアーが特徴。
絶対的な存在感と尽きない豊富な運動量で、ピッチの後方から多くのチャンスを生み出す。野坂よりも一学年上だが、彼のことは慕っている。
必殺技は「スカイウォーク」、「スピニングカット」。
奥野 細道（おくの ほそみち）
声 - 渡辺広子
王帝月ノ宮中2年生。ポジションはDF。背番号6番。キャッチコピーは「わびさび千里眼」。誕生日は9月25日。
白のメッシュの入った藍色のポニーテールと瞳が特徴。儚げな雰囲気が漂う古風な選手で、個人技やチームとの連携プレイも優れたセンスを持っている。
必殺技は「スーパースキャン」。
谷崎 義弥（たにざき よしや）
声 - 藤原夏海
王帝月ノ宮中2年生。ポジションはMF。背番号7番。キャッチコピーは「白銀の妖狐」。誕生日は1月23日。
白肌の長身体型、狐の尾のような長い銀髪が特徴。
いつでも余裕のある立ち振る舞いが印象的で心を見透かすような不思議な雰囲気がある。
必殺技は「天空の刃」。
丘野 康介（おかの こうすけ）
声 - 梶川翔平
王帝月ノ宮中3年生。ポジションはMF。背番号8番。キャッチコピーは「褐色のビースト」。誕生日は7月4日。
褐色肌の長身体型、暗めの金と黒が入り混じったロングヘアーと青い瞳が特徴。
大きなガタイから見下ろす冷たい瞳は相手に強烈な威圧感を放つ。 パワーだけでなくパスやドリブルのテクニックにも優れた選手。
必殺技は「スカイウォーク」。
草加 玄（くさか げん）
声 - 種市桃子
王帝月ノ宮中2年生。ポジションはMF。背番号9番。通称「そうげん」。キャッチコピーは「卓越したボールコントローラー」。
やや小柄な体型、中性的な顔立ちと紺のグラデーションのかかった灰色のセンターパートの髪が特徴で、目には隈らしきものがうっすらとあり、左目が前髪で隠れている。
体は細身で、常に自身を守るかのように腕をよく庇うポーズをしていることが多い。
試合においては、相手を翻弄するボール裁きが最大の武器である。
必殺技は「スカイウォーク」、「天空の刃」。
葉音 一矢（はおと いちや）
声 - 新祐樹
王帝月ノ宮中2年生。ポジションはFW。背番号11番。キャッチコピーは「キラーアロー」。誕生日は7月18日。
熱血漢な取り柄の持ち主で熱い思いが表面化しやすく、試合が進むにつれてプレーは研ぎ澄まされていく。
必殺技は「バックトルネード」、「ファイアトルネード」、「ヒートタックル」。
竹見 幸助（たけみ こうすけ）
声 - 井上雄貴
ポジションはMF。背番号21番。キャッチコピーは「アレスの逃亡者」。誕生日は11月7日。
野坂と同じく英才こどもセンター出身で、アレスプログラムによる教育を受けていた。
他のメンバーより早い段階でアレスの天秤システムに不満を持ち、自由になりたくて脱走を図るが捕らえられてしまう。その時、自身の事情をメンバーに話し、その時点では野坂の理解は得られなかったが、結局そのまま解放されている。
『オリオンの刻印』にて、一度解散になったサッカー部が再開した際に復帰していることが明らかになり、野坂とも和解している。
必殺技は「サザンクロスカット」、「シューティングカット」。
椎名 壱成（しいな いっせい）
サイドと後ろを束ねた銀のロングヘアーが特徴。
初出は『月刊コロコロコミック』2019年1月号のポスターで、ゲーム版にて登場予定。
嵐 新次郎（あらし しんじろう）
声 - 大泊貴揮
王帝月ノ宮中サッカー部の監督。監督とは名ばかりで、選手が不信感を抱いたり命令に背かないよう監視している。

### 王帝月ノ宮中関係者
御堂院 宗忠（みどういん むねただ）
声 - 中村悠一
王帝月ノ宮中学校のスポンサーである「月光エレクトロニクス」の社長。
『イナズマイレブン Reloaded』では収監中の影山零治にアレスの天秤について話を持ちかけ、出所の手助けを行った。
目的は金儲けで、自社が開発したコンピュータシステム使って教育部門で儲けようとしており、英才こどもセンターを始めとする教育機関で優秀な子供たちを青田買いしたり様々な分野で可能性が高い子供たちに声を掛けて英才こどもセンターに集めていた。また、教育以外にも色々な事業をしていた。
アレスの天秤計画の犠牲者を不正な手段で隠蔽するも、アレスシステムで使用される薬の副作用によって脳腫瘍を発症、証拠としてそれを残した野坂、アレスの天秤で廃人状態になるもリハビリによって回復し、彼に協力して治ってないふりをしていた茜、灰崎により打ち砕かれる。
夏野 日向（なつの ひなた）
『月刊コロコロコミック』の漫画版のみに登場するオリジナルキャラクターで、野坂の幼少期の回想に登場した。
野坂と共にアレスの天秤の施設で訓練を受けており、勝利しか許されない環境でもサッカーを楽しんでいた。施設での番号は108番。
笑顔を絶やさない明るい性格で、子供たちが番号で管理されていた施設の中でも「友達なのに番号で呼ぶのはおかしい」という理由で野坂を下の名前で呼んでおり、野坂は戸惑っていたが、後に彼も下の名前で呼ぶなど親しくしていた。しかし、アレスシステムから脱落してしまい、野坂とサッカーをしたいと懇願するも、「友情という安い感情に流されるな」と御堂院に促された野坂から「ただの108番」と言われてしまう。その後の彼については一切描写されていないため、現在の動向は不明。

## 美濃道三中学校
フットボールフロンティア予選Aブロック。スポンサーはセキュリティー会社『HECOM（ヘコム）』。雷門とは2戦目に戦う。「要塞守備」と言われる近づく者を誰一人と侵入させない堅い守りが特徴。
壁山 塀吾郎（かべやま へいごろう）
声 - 田野めぐみ
雷門中からの強化委員。2年生。ポジションはDF。背番号15番。キャッチコピーは「心優しき巨人」、「大きなフェアプレイヤー」（雷門）。誕生日は7月28日。
雷門戦では試合前日に足を捻挫し未出場。『オリオンの刻印』では栗松鉄平と共に韓国戦の観戦に来ていた。
FFI終了後、強化委員で各学校へ派遣された旧雷門イレブンと共に雷門に戻る。
城西 健人（じょうさい けんと）
ポジションはGK。2年生。背番号1番。キャッチコピーは「要塞守備の最後の砦」。
褐色肌の長身体型で、外ハネした灰色の髪が特徴。
無口な性格で、要塞守備の砦のようにゴールを守る。
前野 大豊（まえの たいほう）
声 - 平修
ポジションはDF。背番号2番。
必殺技は「レンサ・ザ・ウォール」（万里、平田、盛上とのオーバーライド技）。
平田 泰造（ひらた たいぞう）
声 - 綿貫竜之介
ポジションはDF。2年生。背番号3番。キャッチコピーは「泣く子も黙るバリケード」。
必殺技は「フランケン守タイン」、「レンサ・ザ・ウォール」（万里、前野、盛上とのオーバーライド技）。
ガタイと強面であるが故に、日常生活でも人が寄りつかないのが悩み。
盛上 モコ（もりあがり モコ）
声 - 佐藤せつじ
ポジションはDF。2年生。背番号4番。キャッチコピーは「もっこりディフェンス」。誕生日は10月10日。
大柄の肥満体型で、青緑の坊主頭と出っ歯が特徴。美濃道山イレブンの中では朗らかな性格だが、目の前に立ちふさがられると大きな仏像を前にしたような威圧感がある。
必殺技は「もっこり丘のモアイ」、「レンサ・ザ・ウォール」（万里、前野、平田とのオーバーライド技）。
万里 長嶺（ばんり ながみね）
声 - 拝真之介
ポジションはDF。3年生。背番号5番。キャッチコピーは「強固な城壁ディフェンダー」。
体の大きさはチームの中でも誇り、壁と錯覚させるほどのプレッシャーを放つ。
必殺技は「レンサ・ザ・ウォール」（前野、平田、盛上とのオーバーライド技）。
武六 積夫（ぶろく つみお）
ポジションはMF。背番号6番。
盾野 達夫（たての たつお）
ポジションはMF。背番号7番。
鉄豪士 小五郎（てつごうし こごろう）
声 - 布施川一寛
ポジションはMF。背番号8番。
宇郷 猿吉（うごう さるきち）
声 - 佐藤せつじ
ポジションはFW。背番号9番。
岩垣 登郎（いわがき のぼろう）
声 - 中村和正
美濃道三中サッカー部のキャプテン。3年生。ポジションはMF。背番号10番。キャッチコピーは「美濃道三のグレートウォール」。
大柄のマッチョ体型で、逆立てたグラデーションの紫髪が特徴。
的確な指示出して、チームを導く。意外と繊細なプレーを繰り出してくる。
石壁 ヤモリ（いしかべ ヤモリ）
声 - 弘松芹香
ポジションはFW。2年生。背番号11番。キャッチコピーは「予測不能のストライカー」。
褐色肌のやや小柄な体型で、ヤモリっぽい顔つきと手足のように編んだ灰色の髪が特徴。
素早い動きで相手をかく乱し、得点をかせぐストライカー。
山城 きずく（やましろ きずく）
『イナズマイレブン SD』における美濃道三中のマネージャー。3年生。「マネージャーキャラクターコンテスト」最優秀賞に選出された。
齋藤 岩石（さいとう がんせき）
声 - 斎藤志郎
美濃道三中サッカー部の監督。
細井 長夫（ほそい ながお）
声 - 烏丸祐一
美濃道三中サッカー部のコーチ。

## 木戸川清修中学校
フットボールフロンティア予選Aブロック。スポンサーは学習塾『ゼットゼミナール（Zゼミ）』。星章と2戦目に戦う。チーム全員の連携による高いチーム力からの完全なチームサッカーが特徴。予選成績は6戦4勝1敗1引（勝ち点13点）、得点差で4位となり、予選敗退となる。
豪炎寺 修也（ごうえんじ しゅうや）
声 - 野島裕史
雷門中からの強化委員。3年生。ポジションはFW。背番号17番。キャッチコピーは「炎のエースストライカー」、「伝説のエースストライカー」（雷門）。誕生日は5月30日。
木戸川清修中は雷門中に転入する前に在籍しており、再び木戸川清修に戻ることになる。
『オリオンの刻印』ではFFI韓国戦前の技の個人練習をクラリオに見られて世界レベルと評され、日本代表に対する特訓のために早期帰国させるほどである。韓国戦での前半に反則紛いのプレイによって負傷する。
本戦でも足の怪我が完治していなかったが、イタリア戦で復帰を果たす。
FFI終了後、強化委員で各学校へ派遣された旧雷門イレブンと共に雷門に戻る。
必殺技は「ファイアトルネード」、「ラストリゾート」、「イナズマブレイクCG」（円堂、鬼道）、「爆熱ストーム」（武方三兄弟とのオーバーライド技）。
武方 勝（むかた まさる）
声 - 古島清孝
木戸川清修中サッカー部のキャプテン。3年生。ポジションはFW。背番号9番。キャッチコピーは「絆の司令塔」。誕生日は6月3日。
必殺技は「バックトルネード」、「トライアングルZ」（友、努）、「爆熱ストーム」（豪炎寺、友、努とのオーバーライド技）。
武方 友（むかた とも）
声 - 中村悠一
木戸川清修中3年生。ポジションはFW。背番号10番。キャッチコピーは「絆の精神力」。誕生日は6月3日。
必殺技は「トライアングルZ」（勝、努）、「爆熱ストーム」（豪炎寺、勝、努とのオーバーライド技）。
武方 努（むかた つとむ）
声 - 四宮豪
木戸川清修中3年生。ポジションはFW。背番号11番。キャッチコピーは「絆の特攻隊長」。誕生日は6月3日。
必殺技は「トライアングルZ」（勝、友）、「爆熱ストーム」（豪炎寺、勝、友とのオーバーライド技）。
大御所 館（おおごしょ やかた）
声 - 拝真之介
木戸川清修中1年生。ポジションはGK。背番号1番。キャッチコピーは「貫禄あるルーキー」。
褐色肌の大柄な体型で、丸い顔と3つのドリルの様な髪型が特徴。
必殺技は「タフネスブロック」、「ロケットこぶし」。
西垣 守（にしがき まもる）
声 - 陶山章央
木戸川清修中3年生。ポジションはDF。背番号2番。キャッチコピーは「縁の下の力持ち」。
必殺技は「スピニングカット」。
女川 映日（めがわ あきひ）
木戸川清修中2年生。ポジションはDF。背番号3番。
光宗 団（みつむね だん）
声 - 松浦義之
木戸川清修中3年生。ポジションはDF。背番号4番。
黒部 立樹（くろべ りつき）
声 - 杉村憲司
木戸川清修中3年生。ポジションはDF。背番号5番。
跳山 段（とびやま だん）
声 - 佐藤里緒
木戸川清修中3年生。ポジションはMF。背番号6番。
屋形 直人（やかた なおと）
木戸川清修中2年生。ポジションはMF。背番号7番。
星章戦では控えに。
茂木 沙樹都（もぎ さきと）
木戸川清修中3年生。ポジションはMF。背番号8番。
水戸 安登未（みと あとみ）
声 - うえだ星子
木戸川清修中1年生。ポジションはMF。背番号23番。キャッチコピーは「フェアプレイボーイ」。誕生日は9月13日。
外ハネした黒髪が特徴。 名前の読みが回文となっている。
星乃 円（ほしの まどか）
声 - 稲川英里
女の子で、木戸川清修中1年生。ポジションはDF。背番号24番。キャッチコピーは「シューティングスター」。誕生日は10月17日。
丹波 鈴（たんば すず）
『イナズマイレブン SD』における木戸川清修中のマネージャー。「マネージャーキャラクターコンテスト」最優秀賞に選出された。
二階堂 修吾（にかいどう しゅうご）
声 - 福田賢二
木戸川清修中サッカー部の監督。星章の久遠とはライバル関係にあたり、星章の方が勝率が高いことから、二階堂の方が強く意識している。

## 御影専農中学校
フットボールフロンティア予選Aブロック。『イナズマウォーカー』の視聴者投票企画「アレスの天秤を決めるのは君だ！」で雷門の対戦校として登場することが決定しており、雷門と3戦目に戦う。正式名は御影専修農業高校附属中学校。スポンサーは食品メーカー『ベジメック(VEGEMECH)』。データに基づく作戦においては右に出る者がいないのが特徴。
下鶴 改（しもづる あらた）
声 - 悠渚佳代
御影専農中サッカー部のキャプテン。3年生。ポジションはFW。背番号11番。キャッチコピーは「データの闘将」。誕生日は11月20日。
去年までキャプテンを務めていたGK杉森の卒業によってキャプテンを引き継いだ。
必殺技は「パトリオットシュート」。
小間 直（おま なお）
声 - 保住有哉
御影専農中1年生。ポジションはGK。背番号1番。キャッチコピーは「セキュリティキーパーキーパー」。
左半分を隠し、右後ろを三つ編みにした茶髪が特徴。
全校生徒のあらゆるデータを収集した実力を持つ。サッカーの実力は発展途上で、伸びしろは大きく、去年までGKでキャプテンを務めていた杉森の後継者として期待されている。
必殺技は「シュートポケット」。
弘山 誘（ひろやま ゆう）
御影専農中2年生。ポジションはDF。背番号2番。
花岡 強（はなおか つよし）
声 - 弘松芹香
御影専農中3年生。ポジションはDF。背番号3番。キャッチコピーは「フィジカルマシーン」。
室伏 恐（むろぶし きょう）
声 - 綿貫竜之介
御影専農中3年生。ポジションはDF。背番号4番。
稲田 則（いなだ のり）
御影専農中3年生。ポジションはDF。背番号5番。キャッチコピーは「チームが誇る精密機械」。
瀬川 電（せがわ でん）
御影専農中1年生。ポジションはMF。背番号6番。キャッチコピーは「ゴールコーディネーター」。
紺色のポニーテールが特徴。あらゆる家電の最新情報を常に把握しており、買い替えたい時の相談役に相応しい選手。
必殺技は「スーパースキャン」。
藤丸 啓（ふじまる けい）
御影専農中3年生。ポジションはMF。背番号7番。キャッチコピーは「スピードコントローラー」。
江波 満（えなみ みちる）
御影専農中1年生。ポジションはMF。背番号8番。
大柄のマッチョ体型、オールバックにした白髪が特徴。
山岸 迫（やまぎし せり）
声 - 城雅子
御影専農中3年生。ポジションはFW。背番号9番。
大部 信（おおべ しん）
御影専農中3年生。ポジションはMF。背番号10番。
機械 八太郎（きかい やったろう）
『イナズマイレブン SD』における御影専農中のマネージャー。2年生。「マネージャーキャラクターコンテスト」最優秀賞に選出された。
我野 革命（わがの かくめい）
声 - 江川央生
御影専農中サッカー部の監督。

## 帝国学園
フットボールフロンティア予選Aブロック。雷門と4戦目に戦う。スポンサーは鬼道財閥内の機械メーカー『鬼道重工』。40年間に渡って実力No.1の座を守って来た名門。能力値は高いが、チームとしての一体感がないのが課題であった。しかし、影山という共通の敵が現れたことで一体感が生まれた。
- 帝国学園の戦術（必殺タクティクス）
  - インペリアルサイクル：6人でボールを持った相手を中心に六角形に囲みボールを奪い、前線へと早いパス回しで繋ぐ高速散開攻撃。

風丸 一郎太（かぜまる いちろうた）
声 - 西墻由香
雷門中からの強化委員。3年生。ポジションはDF。背番号12番。キャッチコピーは「蒼き疾風」。誕生日は2月1日。
強化に来たものの、良い結果を出せず練習試合で星章に大差で負けてしまい、焦りから影山に従うことに。
仲間からの信頼も厚く、『オリオンの刻印』では一星を怪しいと思った鬼道は風丸にまずそのことを打ち明けており、ウズベキスタン戦前には、旧雷門選手が次々と離脱しており、チームが崩壊寸前の状態だったが、野坂から秘密の特訓の依頼を内密に受け務めあげた。
サウジアラビア戦では士郎と共に野坂から特別な役割を担うことになるが、一星と手を組んだ相手チームに負傷させられる。しかし、実際は一星のペースを崩すための演技であり、あらかじめ野坂からそのことを言われていた。
FFI終了後、強化委員で各学校へ派遣された旧雷門イレブンと共に雷門に戻る。
必殺技は「疾風ダッシュ」、「スピニングフェンス」、「皇帝ペンギン2号」（灰崎、水神矢）、「皇帝ペンギン2号feat.シャーク」（灰崎、水神矢）。
不動 明王（ふどう あきお）
声 - 梶裕貴
帝国学園3年生。ポジションはMF。背番号19番。キャッチコピーは「孤高の反逆児」。誕生日は2月8日。
前大会後に転校し、帝国サッカー部に編入した。
『オリオンの刻印』ではアジア大会予選決勝の中国戦で同点ゴールを決めた。アメリカ戦では猛烈に攻めた所地雷原にはまって重傷を負ってしまい、試合後に離脱することになり、ロシア戦直前に治療のために日本に帰国する。
その後、世界代表メンバーに選抜され復帰する。
旧作では真・帝国学園の生徒。
必殺技は「マキシマムサーカス」、「皇帝ペンギン2号」（佐久間、寺門）、「ツインブースト」（佐久間）、「皇帝ペンギン2号feat.シャーク」（鬼道、灰崎）、「友情のゴッドハンド」（円堂、アフロディ、ハオ、ルース）、「デスクラッシャーゾーン」（鬼道、灰崎、氷浦とのオーバーライド技）。
佐久間 次郎（さくま じろう）
声 - 田野めぐみ
帝国学園サッカー部のキャプテン。3年生。ポジションはFW。背番号11番。キャッチコピーは「帝国の銃士」。誕生日は5月8日。
必殺技は「皇帝ペンギン2号」（不動、寺門）、「ツインブースト」（不動）。
源田 幸次郎（げんだ こうじろう）
声 - 中村悠一
帝国学園3年生。ポジションはGK。背番号1番。キャッチコピーは「キング・オブ・ゴールキーパー」。誕生日は4月14日。
必殺技は「ハイビーストファング」。
湿川 陰（しめりがわ かげる）
声 - 下和田ヒロキ
帝国学園1年生。ポジションはGK。背番号18番。キャッチコピーは「自称帝国の守護神」。誕生日は4月8日。
スポンサーである鬼道重工の重役の息子で、雷門戦前に影山の紹介でサッカー部に入部してきた。語尾に「でつ」を付けて喋る。
雷門戦ではわがままを言いキャプテンマークを付けるも、ベンチに引っ込められた際に没収される。サッカーの実力は素人同然で、自身の失策を棚に上げ偉そうに他選手に指示をしたり権力を振りかざしたり自分勝手な性格である。先発起用されていたのも作戦でゴール前に役立たずを立てておきたかっただけで、役割が終わると影山にベンチに引っ込められ会場外に退場させられる。
必殺技は「パワーシールド」、「タフネスブロック」。
大野 伝助（おおの でんすけ）
声 - 佐々木誠二
帝国学園3年生。ポジションはDF。背番号2番。
万丈 一道（ばんじょう かずみち）
声 - 加瀬康之
帝国学園3年生。ポジションはDF。背番号3番。
成神 健也（なるかみ けんや）
声 - 城雅子
帝国学園2年生。ポジションはMF。背番号4番。
五条 勝（ごじょう まさる）
帝国学園3年生。ポジションはDF。背番号5番。キャッチコピーは「不敵な笑みのディフェンダー」。
必殺技は「キラースライド」、「スーパースキャン」。
雷門戦では控えに。
辺見 渡（へんみ わたる）
声 - 金野潤
帝国学園3年生。ポジションはMF。背番号6番。
咲山 修二（さきやま しゅうじ）
声 - 小平有希
帝国学園3年生。ポジションはMF。背番号7番。
洞面 秀一郎（どうめん しゅういちろう）
声 - 西墻由香
帝国学園2年生。ポジションはMF。背番号8番。
寺門 大貴（じもん たいき）
声 - 四宮豪
帝国学園3年生。ポジションはFW。背番号9番。キャッチコピーは「帝国の切り込み隊長」。
必殺技は「百烈ショット」、「ジャッジスルー」、「皇帝ペンギン2号」（佐久間、不動）。
皇寺 銀兵（こうでら ぎんぺい）
『イナズマイレブン SD』における帝国学園のマネージャー。「マネージャーキャラクターコンテスト」最優秀賞に選出された。
影山 零治（かげやま れいじ）
声 - 佐々木誠二
帝国学園の総帥。捕まっていたがアレス構成プログラムに志願した結果、刑期を早く終え再就任した。
相手の長所を殺す戦術で相手の調子を落とさせ、帝国と対戦したチームは試合後スランプに陥る。
雷門戦では空気抵抗の強さを調整できるスパイクを帝国イレブンに履かせ、前半では高くして動きを鈍らせ雷門イレブンを調子づかせて消耗させ、後半戦で通常にし、チームのリズムを変え緩急をつけることで雷門イレブンを苦戦させた。また、帝国イレブンが反旗を翻すのも想定内であり、あえて憎まれ役になった。
実の所スランプになったチームは一時的に落ち込むも、弱点を認識して克服し、その後さらに強くなる敵も強くする策であった。
『オリオンの刻印』ではシャドウ・オブ・オリオンの監督になる。スタジアムに英雄を見るためにオリオンに雇われる。過去には金雲にサッカーを教えたことも。
安西 勝（あんざい まさる）
声 - 坂口候一
帝国学園サッカー部コーチで帝国学園の教師。スキンヘッドにで口髭を生やし、左目に片眼鏡のような物を付けている。
旧作では影山逮捕後に監督代行を経てそのままサッカー部の監督になった。

## 青葉学園
フットボールフロンティア予選Aブロック。第6試合で雷門と対戦する予定だったが、部員のカンニングが発覚したことから試合を放棄した。

## 緑ヶ丘中
フットボールフロンティア予選Aブロック。第6試合で星章と対戦する予定だったが、全員がインフルエンザに罹り中止となった。

## 世宇子中学校
フットボールフロンティア全国大会Bトーナメント1回戦で雷門と戦う。スポンサーは飲料メーカー『ゴッドブル飲料 (God Bull)』。空中戦が得意で、対空戦術に特化しているのが特徴。強化委員は亜風炉が断ったため不在である。ユニフォームは『イナズマウォーカー』の視聴者投票企画「アレスの天秤を決めるのは君だ！」によって決められた。
亜風炉 照美（あふろ てるみ）
声 - 三瓶由布子
世宇子中サッカー部のキャプテン。3年生。ポジションはMF/FW。背番号10番。通称アフロディ。キャッチコピーは「天空の支配者」。誕生日は5月17日。
『オリオンの刻印』ではアメリカ戦前に代表に合流し、スペインに引き分けて多少浮ついたチームとFW陣に刺激を与える。
FFで2年連続で雷門に負けてから、地に足のついた泥臭く最後まで戦い抜くサッカーを目指すようになる。
アメリカ戦前にヒロトと岩戸を遊園地に誘い、新必殺技のために三半規管を鍛える特訓し、攻撃に参加する自信がない岩戸に対して助言をする。アメリカ戦では地雷原の正体に野坂と同時に気づき、ヘブンズタイムでの砂ぼこりで見えない竜巻を露見させ、攻略する。
コロコロ版ではシルエットで登場している。
必殺技は「ゴッドノウズ・インパクト」、「ヘブンズタイム」、「GGG線上のアリア」（ヒロト、岩戸）、「友情のゴッドハンド」（円堂、不動、ハオ、ルース）、「北極グマ2号」（明日人、のりかとのオーバーライド技）。
歩星 呑二（ぽせい どんじ）
声 - 四宮豪
世宇子中1年生。ポジションはGK。背番号1番。通称「DJ」。キャッチコピーは「ゴールを守る海神」。
旧作に登場した歩星呑一の弟で兄とそっくりで髪が金髪なのが特徴。
必殺技は「ツナミウォール」、「ギガントウォール」。
阿保露 光（あぽろ ひかる）
声 - 佐々木日菜子
世宇子中3年生。ポジションはDF。背番号2番。通称アポロン。キャッチコピーは「烈火のアシストボーイ」。
派手野 哲（はでの てつ）
声 - 弘松芹香
世宇子中1年生。ポジションはDF。背番号3番。通称ハデス。キャッチコピーは「たぎる野心の名チェイサー」。
褐色肌で青寄りの灰色の髪が特徴。冷たく光る瞳の奥にたぎる野心を秘めている。
荒須 乱（あれす らん）
世宇子中3年生。ポジションはDF。背番号4番。通称アレス。
手魚 激（でいお げき）
世宇子中2年生。ポジションはDF。背番号5番。通称ディオ。
在手 実弓（あるて さねき）
世宇子中3年生。ポジションはMF。背番号6番。通称アルテミス。
経目 須商（へるめ まつあき）
世宇子中3年生。ポジションはMF。背番号7番。通称ヘルメス。
明天名 智（あてな とも）
世宇子中2年生。ポジションはMF。背番号8番。通称アテナ。
出右手 豊（でめて ゆたか）
声 - 日野未歩
世宇子中3年生。ポジションはFW。背番号9番。通称デメテル。キャッチコピーは「神々しき弾丸シューター」。
経流背 有珠（へるせ ありす）
声 - 西谷亮
世宇子中1年生。ポジションはFW。背番号11番。通称ペルセウス。キャッチコピーは「新世代の貴公子」。誕生日は9月30日。
三つ編みにした明るめの茶髪が特徴。空中戦術の要を務める期待の新人で、トリッキーな動きと必殺技で相手を翻弄する。 勝利へのこだわりも強い熱血タイプ。
必殺技は「天空の刃」。
松坂 キヨ（まつざか キヨ）
声 - 杉山佳寿子
世宇子中サッカー部の監督。
『イナズマイレブン アウターコード』第4話では「神のアクア」によるドーピング発覚に落ち込んでいたアフロディを優しく励ましてくれた。本人曰く、「こう見えて恋愛経験豊富」。
牛島
世宇子中サッカー部のコーチ。

## 石狩中
フットボールフロンティア地区予選において白恋中と対戦したチームで選手全員が漁師の息子だという。

## 白恋中学校
フットボールフロンティア全国大会Bトーナメント2回戦で雷門と戦う。スポンサーは製菓会社『しろうさぎ本舗』。染岡と吹雪兄弟の前線3枚の破壊力と高い連携力が特徴。
染岡 竜吾（そめおか りゅうご）
声 - 加瀬康之
雷門中からの強化委員。3年生。ポジションはFW。背番号19番。キャッチコピーは「情熱のドラゴンストライカー」、「雷門の点取り屋」（雷門）。誕生日は5月24日。
雷門戦では前半戦で雷門イレブンに忠告を与え、試合後、鬼道から噂を聞かされていた明日人を一目置くように。
FFI終了後、強化委員で各学校へ派遣された旧雷門イレブンと共に雷門に戻る。
吹雪 士郎（ふぶき しろう）
声 - 宮野真守
白恋中サッカー部のキャプテン。3年生。ポジションはFW/DF。背番号9番。キャッチコピーは「雪原のプリンス」。誕生日は12月22日。
『オリオンの刻印』ではサウジアラビア戦において野坂から風丸と共に特別な役割を担うことになるが、一星と手を組んだ相手チームに負傷させられる。しかし、実際は負傷しておらず、一星のペースを崩すための演技であることが明らかになり、あらかじめ野坂からそのことを言われていた。
壮行会のパーティでは世界大会の組み合わせ抽選の結果のおかしさにいち早く気づいた。
サウジアラビア戦での負傷が思った以上に長引き、世界には行けないことを悟り、弟のアツヤに託す。
スペイン戦で「ブリザード・ブラザーズ」のアツヤとの禁断の技の氷結のグングニルで突破口を開く点を取るも、足を完全に痛めてしまい前半終了後に剛陣と交代する。スペイン戦後にアツヤの口から裏切り者と発覚する。アメリカ戦後では情報漏洩の任務を与えていた新条から、オリオンの使徒にスカウトされる。その後はオリオンと戦う新条の指示の元、オリオンの訓練生になりすまし、オリオンの不正を調べている。情報漏洩の任務もオリオンからの被害を最小限に食い止めるためであった。
必殺技は「アイスグランド」、「ホワイトダブルインパクト」（アツヤ）、「氷結のグングニル」（アツヤ）、「トリプルブリザード」（アツヤ、なえとのオーバーライド技）。
吹雪 アツヤ（ふぶき アツヤ）
声 - 宮野真守
白恋中2年生。ポジションはFW。背番号10番。キャッチコピーは「熊殺しのアツヤ」。誕生日は2月22日。
士郎の年子の弟で、チームの上下関係を作るために1歳差という設定になっている。
挑発などでかき乱し、相手のチームワークを乱すプレイをする。雷門戦では万作の実家が寿司屋であることを利用し、彼を挑発して雷門のチームワークを乱れさせた。
当初は初心者であるなえやサッカーに詳しくないとされていた甘兵衛を快く思っていなかったが、雷門戦ではなえをサポートし、試合後には甘兵衛が実はサッカーを知りつくしていたことを認めて謝罪をする。
『オリオンの刻印』ではアジア大会後に里帰りしてきた士郎を空港で出迎える。士郎が足を負傷していて完治していないことを察知しており、悔しがる士郎の代わりに、イナズマジャパンで居場所を守ることを誓う。ロシアで代表に合流する。
スペイン戦では剛陣との時間差で打った必殺クマゴロシ斬で得点する。士郎が任務のために動いてたことに気付いていた。
旧作では幼少期に事故により両親と共に他界している。
必殺技は「必殺クマゴロシ縛」、「必殺クマゴロシ斬」、「ホワイトダブルインパクト」（士郎）、「氷結のグングニル」（士郎）、「トリプルブリザード」（士郎、なえとのオーバーライド技）。
白兎屋 なえ（しらとや なえ）
声 - 水瀬いのり
女の子で、白恋中1年生。ポジションはFW。背番号17番。キャッチコピーは「白恋のプラチナスノー」。誕生日は2月23日。
スポンサーである『しろうさぎ本舗』の社長令嬢で、方言で喋り一人称は「うち」。実力はド素人だが、100ｍの小学生記録を更新した驚異的なスピードを持ち、それを生かしたプレイをする。
集団で楽しそうにプレイをする白恋中サッカー部を見て個人競技の陸上競技から転向し、チームをかき乱す殻を破る起爆剤として加入。
自由奔放な性格で、敵味方問わず「姫」呼びを要求したり目立つからとエースストライカーを志望したりする。
雷門戦では後半戦から真都路に代わり途中出場。試合後はのりかからこれからも女の子同士頑張ろうと誓い合い、もっと練習して来年は負けないと意気込む。
専用の応援団があり、ゴールを決めた際にはウサギのようにぴょんぴょんと跳ねるパフォーマンスをする。
必殺技は「シロウサギダッシュート」、「トリプルブリザード」（士郎、アツヤとのオーバーライド技）。
函田 鉄（はこだ てつ）
声 - 麻生智久
白恋中3年生。ポジションはGK。背番号1番。キャッチコピーは「難攻不落の熱い男」。
真都路 珠香（まとろ じゅか）
声 - 小平有希
女の子で、白恋中3年生。ポジションはDF。背番号2番。
雷門戦でなえと交代で控えに。
押矢 万部（おしや まんべ）
声 - 梶裕貴
白恋中2年生。ポジションはDF。背番号3番。
目深 宗司（まぶか そうじ）
声 - 加瀬康之
白恋中3年生。ポジションはDF。背番号4番。キャッチコピーは「サングラスのインターセプター」。
雪野 星也（ゆきの せいや）
声 - 金野潤
白恋中2年生。ポジションはDF。背番号5番。
荒谷 紺子（あらや こんこ）
声 - 後藤沙緒里
女の子で、白恋中3年生。ポジションはMF。背番号6番。
試合前のスポンサー『しろうさぎ本舗』の宣伝でウサギの気ぐるみを着て出演した。
居屋 真降（いや まふる）
声 - 日野未歩
白恋中3年生。ポジションはMF。背番号7番。
空野 礼文（そらの れぶん）
声 - 小林沙苗
白恋中3年生。ポジションはMF。背番号8番。キャッチコピーは「最北端のチャンスメーカー」。
喜多海 流（きたみ りゅう）
声 - 佐々木日菜子
白恋中3年生。ポジションはFW。背番号11番。
雷門戦では控えに。
氷上 烈斗（ひょうじょう れつと）
声 - 古島清孝
白恋中3年生。ポジションはFW。背番号12番。
雷門戦では控えに。
丘峰 寒名（おかみね かんな
『イナズマイレブン SD』における白恋中のマネージャー。「マネージャーキャラクターコンテスト」最優秀賞に選出された。
白兎屋 甘兵衛（しらとや かんべえ）
声 - 古島清孝
しろうさぎ本舗の社長で白恋中サッカー部の監督でなえの父親。サッカーを知らないと思われていたが、実はサッカーを良く知っていた。
雷門戦ではフィールドの全選手を把握し、なえの応援団を使って彼女以外の選手たちに、好きに動く彼女に合わせるように指示を出す「ウサミミ大作戦」を行う。

## 永世学園
フットボールフロンティア全国大会Bトーナメント3回戦で雷門と戦う。スポンサーは航空会社『エイリアン航空』。孤児院「お日さま園」出身の子供たちが通う新設の私立校で得点率No.1を誇る。

### 永世学園サッカー部
基山 タツヤ（きやま タツヤ）
声 - 水島大宙 / 半場友恵（幼少時）
永世学園サッカー部のキャプテン。2年生。ポジションはFW/MF/DF。背番号10番。キャッチコピーは「永世の貴公子」。誕生日は9月16日。
『イナズマイレブン アウターコード』の時点では吉良財閥をサポートしたいと考えており、サッカー部設立に消極的であった。しかし、幼い頃にヒロトに語った大会優勝の夢を思い出し、予選試合を勝ち上がるうちにヒロトの存在がチーム優勝に不可欠と考え、練習に来ない彼を説得したりと真剣に取り組むようになる。
『オリオンの刻印』では高いサッカーIQを持ち、アメリカ戦前に合流したアフロディとのミニゲームではMFとしての能力だけでなく、チーム全体を最後尾からまとめる能力があると析谷に評される。金雲からは攻撃センスだけでなく、士郎が抜けたDFの穴を埋めてくれると期待された。
アメリカ戦前にチームが強くなるための最善のポジションとしてDFに転向することを決意する。
コロコロ版ではシルエットで登場している。
旧作に登場する「基山 ヒロト」にあたる。
必殺技は「流星ブレード」、「コズミックブラスター」（ヒロト）、「KAMAKURAD」（西蔭、水神矢）。
吉良 ヒロト（きら ヒロト）
声 - 増田俊樹 / 白石涼子（幼少時）
永世学園2年生。ポジションはFW。背番号11番。キャッチコピーは「ゴッドストライカー」。誕生日は1月2日。
吉良財閥の御曹司だが、父・星二郎に愛されていないと思いグレてしまい、自分よりもタツヤの方に関心があると思っており、自身を「バカ息子」と自虐する。しかし、タツヤから星二郎が自身のことを想っている出来事を聞き、複雑な心境を抱く。
自分を「ゴッドストライカー」と豪語するものの、途中で演出に邪魔されて最後まで言えない場面がしばしばある。
かなりガラが悪くて練習にも真面目ではなく、悪い噂も絶えない。地区予選得点王の評価を受けているが、格下相手に味方からボールを奪ってまで稼いだものも含まれている。
その実力は確かであり、幼い頃にひとりきりの室内サッカーで鍛えた究極の個人技を持ち合わせ、負傷した南雲と交代し、雷門相手に単身で無双する。それまで味方に全くパスをせず一人で突っ走る戦術が目立ったが、タツヤに促され試合中に強力なパスをするようになり、永世イレブンをゴッドイレブンに引き上げる可能性を持つ恐ろしいただのサッカー選手になったと言わしめるほど結果的にチームの実力を押し上げた。
『オリオンの刻印』では灰崎とは合宿所は同室で、しばしば揉めることもあったが、毎試合連携技を決めたりとペースが合うようになり、試合以外でも一緒にいることが多くなり、「ゴッド&デビル」としてアジア予選で活躍する。
それまで敵視していた一星に対して、事情を知ることで、手術費用を父から頼んで工面するということを提案するなど仲間思いな一面もある。また、アフロディと岩戸との3人で新必殺技のために三半規管を鍛える特訓で遊園地に行った際、攻撃に参加する自信がない岩戸に対して寄り添う発言もした。
飛行機と絶叫マシンが大の苦手だが、コーヒーカップは好きである。
コロコロ版ではシルエットで登場している。
旧作では瞳子の兄で、事故で他界しているという設定であり、容姿や年齢が大きく異なる。チームに参加するため、年齢を下げて弟という設定になった。
必殺技は「ザ・エクスプロージョン」、「ジグザグストライク」、「コズミックブラスター」（タツヤ）。「ペンギン・ザ・ゴッド&デビル」（灰崎）、「GGG線上のアリア」（アフロディ、岩戸）。
緑川 リュウジ（みどりかわ リュウジ）
声 - 小平有希
永世学園2年生。ポジションはMF。背番号4番。キャッチコピーは「アストロドリブラー」。誕生日は9月26日。
タツヤの相談相手であり、よくタツヤと会話をしたり共にいることが多い。
必殺技は「アストロブレイク」。
砂木沼 治（さぎぬま おさむ）
声 - 疋田高志
永世学園3年生。ポジションはGK/MF。背番号1番。キャッチコピーは「熱き逆境キーパー」。誕生日は9月10日。
相手を煽るプレイスタイルで油断をすることもあり、波が大きい。
一人称が「私」から「俺」に変わり、性格も旧作と比べると大人びた印象が無くなり、一人で「フットボールフロンティア決勝大会ごっこ」をやっていたという茶目っ気があったりと熱血な所は相変わらず、少年らしさが出ている。
『オリオンの刻印』では試合出場の機会が中々こないため、剛陣と共にベンチウォーマーのような扱いになっていたが、中国戦前半で西蔭と共にDFとして途中出場。円堂、西蔭とのオーバーライド技で、高度からの攻撃に対応しようとするが、必殺技発動までの予備動作が長く、西蔭と息が合わず衝突してしまう。その後は円堂の仲裁を受けて和解し、共にザ・アシュラを完成させる。
タツヤがDFに転向した影響や同じくGKであるのりかが追加メンバーに加わったことから、自身の立場に危機感を持ち始める。ロシア戦ではMFとして出場し、オーロラウェーブの正体が明かされた際には催涙ガスが発射される仕組みとなっていたロシア代表のイレブンバンドを強引に取り外した。
必殺技は「ワームホール」、「ドリルスマッシャー」、「ザ・アシュラ」（円堂、西蔭）。
南雲 晴矢（なぐも はるや）
声 - 古島清孝
永世学園2年生。ポジションはFW。背番号8番。キャッチコピーは「獄炎のストライカー」。誕生日は5月9日。
旧作とは違い、瞳孔が稲妻型になっている。雷門戦では岩戸との接触で脳震盪を起こし、ヒロトと交代した。
涼野 風介（すずの ふうすけ）
声 - 瀧本富士子
永世学園2年生。ポジションはFW。背番号9番。キャッチコピーは「ブリザードシューター」。誕生日は4月5日。
旧作とは違い、肌の色が少々薄くなっている。
八神 玲名（やがみ れいな）
声 - 日野未歩
女の子で、永世学園2年生。ポジションはMF。背番号6番。キャッチコピーは「麗しきブルームーン」。誕生日は7月16日。
口調が旧作と比べると女性らしくなっている。雷門戦前半戦では途中で足を痛めベンチに。
蟹目 出郎（かにめ いでろう）
声 - 中村悠一
永世学園2年生。ポジションはDF。背番号2番。キャッチコピーは「ショッキングフェイス」。
かつては千年に一人の美少年だったと豪語していることは旧作と変わらない。
必殺技は「グラビテイション」。
倉掛 クララ（くらかけ クララ）
女の子で、永世学園2年生。ポジションはDF。背番号3番。
本場 激（ほんば げき）
声 - 平井善之（アメリカザリガニ）
永世学園2年生。ポジションはMF。背番号5番。
熱波 夏彦（ねつは なつひこ）
声 - 柳原哲也（アメリカザリガニ）
永世学園2年生。ポジションはFW。背番号7番。
武藤 論（むとう さとし）
永世学園2年生。ポジションはMF。背番号12番。
旧作と比べて後髪が短くなった。
瀬方 隆一郎（せがた りゅういちろう）
声 - 中村悠一
永世学園2年生。ポジションはFW。背番号13番。
雷門戦では足を痛めた八神に代わり途中出場。
薔薇園 華（ばらぞの はな）
永世学園2年生。女の子で、ポジションはDF。背番号14番。
雷門戦では控えに。
吉良 瞳子（きら ひとみこ）
声 - 北西純子
永世学園サッカー部の監督。ヒロトの姉で星二郎の娘。
『イナズマイレブン アウターコード』では永世学園サッカー部のフットボールフロンティア出場を星二郎に提案。これに対し星二郎はメンバーの面倒を見ること、ヒロトをメンバーに入れて不良となってしまった彼を更生させることを条件に挙げたことで、永世学園サッカー部の監督となる。
旧作ではイナズマキャラバンおよび日本代表候補「ネオジャパン」の監督。

### 永世学園関係者
吉良 星二郎（きら せいじろう）
声 - 宝亀克寿
吉良グループ会長で永世学園の学園長でヒロトと瞳子の父親。
多忙でヒロトに手をかけられなかったことが彼が捻くれた原因となってしまい、「吉良家の恥」と忌み嫌うようになる。しかし、ヒロトが小学1年生の頃に描いた自身の似顔絵を自室に飾ってあるなど本当は大事に想っている。

### 永世学園の生徒
伊豆野 由宇（いずの ゆう）
羽崎 剛太（はねざき ごうた）
久井 ルル（くい ルル）

## 利根川東泉中学校
フットボールフロンティア全国大会準決勝で雷門と戦う。スポンサーは交通会社『パンダ交通』。運動部が活発でなく、つい最近サッカー部ができたばかりの寄せ集めの集団を円堂が0から鍛え上げた。個々の能力は高くないが、相手への高い信頼による連携力が特徴。
円堂 守（えんどう まもる）
声 - 竹内順子
雷門中からの強化委員で利根川東泉中サッカー部のキャプテン。3年生。ポジションはGK。背番号1番。キャッチコピーは「伝説のゴールキーパー」、「伝説のキャプテン」（雷門）。誕生日は8月22日。
利根川東泉中にかつての雷門中に似た雰囲気や道の無い所に道を作るエネルギーを感じ、日本一を目指せるチームを作れると思い強化委員として行く学校に選んだ。
雷門戦でマジン・ザ・ハンドの側面の弱点を突かれ失点するも、側面にも対応し進化した風神雷神を完成させる。
『オリオンの刻印』ではオーストラリア戦でサタンの必殺技の「タイムトランス」にタイミングが合わず苦戦するが、第三の魔神を出すことでタイミングのズレに対応して止める。
ウズベキスタン戦前に一星の策略により警察に連行される。試合後に警察から解放され、紀村から一星の過去を知り、彼の力になりたいと考え、サウジアラビア戦後には野坂に参謀役としてスカウトされた一星を応援する態度を見せた。
中国戦では風神雷神ゴーストの弱点が上空からの高角度シュートであることを見抜かれてしまい、立て続けに失点してしまうが、DFとしてピッチに入った砂木沼、西蔭と共にキーパー3人による合体技「ザ・アシュラ」を完成させ、以降は無失点に抑える。
スペイン戦でクラリオのダイヤモンドレイに対抗したスーパーゴッドハンドを繰り出すも止めるには至らず、それを進化させたダイヤモンドハンドで止めることに成功する。
しかし、クラリオがダイヤモンドレイを曲げ即座に対応し破られる。ハーフタイム時に西陰からキャスティングアームのやり方を聞き、天性のサッカーセンスで覚えてダイヤモンドアームへとパワーアップさせ、曲がるダイヤモンドレイを止める。その後クラリオが直角に曲がる新技のダイヤモンドエッジを放つも、咄嗟の判断でダイヤモンドパンチへと進化させ対応する。
FFI終了後、強化委員で各学校へ派遣された旧雷門イレブンと共に雷門に戻る。
必殺技は「マジン・ザ・ハンド」、「風神雷神」、「風神雷神ゴースト」、「スーパーゴッドハンド」、「ダイヤモンドハンド」、「ダイヤモンドアーム」、「ダイヤモンドパンチ」、「ダイヤモンドラッシュ」（アニメでは未登場）、「スーパーメガトンヘッド」、「ザ・アシュラ」（西蔭、砂木沼）、「友情のゴッドハンド」（不動、アフロディ、ハオ、ルース）、「イナズマブレイクCG」（豪炎寺、鬼道）。
坂野上 昇（さかのうえ のぼる）
声 - 沢城みゆき（PV「フットボールフロンティア編」）→高橋李依（テレビアニメ）
利根川東泉中1年生。ポジションはDF。背番号2番。キャッチコピーは「ミラクルリベロ」。誕生日は6月8日。
『オリオンの刻印』では円堂だけでなく氷浦も「かっこいい」と尊敬しており、オーストラリア戦では氷浦の技を一生懸命練習し編み出した「氷の矢」でルシ・ファノスのラフプレーを看破して戦線離脱させた。また、ロシア戦ではオーロラウェーブの正体にいち早く見抜いていた。
アメリカ戦では氷浦に続いて相手選手に挟まれて地雷原に連れ込まれてしまい、負傷してしまうが、ロシア戦前には完治しており、試合に出場する。
FFI終了後、円堂が雷門に戻ることに伴い、キャプテンを継ぎ、ポジションをGKに転向した。
必殺技は「氷の矢」、「大河」。
金城 光成（かねしろ みつなり）
声 - 高橋雛子
利根川東泉中2年生。ポジションはMF。背番号3番。
簑島 俊哉（みのしま としや）
声 - 西谷亮
利根川東泉中2年生。ポジションはDF。背番号4番。
橋屋 耕作（はしや こうさく）
声 - 佐藤せつじ
利根川東泉中3年生。ポジションはDF。背番号5番。
無豹 条（むひょう じょう）
声 - 弘松芹香
利根川東泉中1年生。ポジションはMF。背番号6番。キャッチコピーは「究極のポーカーフェイス」。誕生日は3月19日。
『イナズマウォーカー』内の『第1回「イナズマイレブン アレスの天秤」キャラクターコンテスト』で選考、投票によって選ばれた視聴者応募キャラクター。無表情で何を考えているのか分からないが、サッカー好きであることは確かである。
必殺技は「激華」、「ザ・ミスト」、「ファイアトルネード」。
考案者によると条のアイデアはこれまでの『イナズマイレブン』シリーズには無表情だったり、感情が読めないキャラクターがほとんどアンドロイドなどの人外が多かったことから、「人間でもそういうキャラがいたら面白いんじゃないかな？」と思い付いた所から始まった。
名前のコンセプトはひらがなの「むひょうじょう」から始まったのだが、最初の漢字が正式とは違い、「霧に氷」って書いて「霧氷条」にしようと思った。必殺技を作る際に動物の豹が出てきたら面白いと思いついて6匹の豹の意味で「六豹条」にして技名も「六豹無双」にした。
考案者は当日のイナズマウォーカーの生放送に視聴した時は近所に住んでる祖母の家に行っており、パソコンを借りた所からコンテストの参加のきっかけになり、採用が決まった時は嬉しすぎて夢を見ていたかと思い込んだように感動したという。
玄場 幸治（げんば こうじ）
声 - 北田理道
利根川東泉中3年生。ポジションはMF。背番号7番。
雷門戦でシュートを顔面で防ごうとした際に負傷し途中交代。
段 哲夫（だん てつお）
声 - 杉村憲司
利根川東泉中2年生。ポジションはDF。背番号8番。
田植 郁人（たのうえ いくと）
声 - 内藤有海
利根川東泉中2年生。ポジションはMF。背番号9番。
下町 駆（しもまち かける）
声 - 保住有哉
利根川東泉中2年生。ポジションはFW。背番号10番。キャッチコピーは「江戸っ子ゴールゲッター」。誕生日は8月9日。
長身体型、ハーフアップにした緑の長髪、三白眼が特徴。勝ち気な性格。ちゃきちゃきの下町育ちで、ポジティブな姿勢はチームを盛り上げ、士気を高めている。
必殺技は「天竜」（要）。
要 瑞穂（かなめ みずほ）
声 - 近藤唯
利根川東泉中2年生。女の子で、ポジションはFW。背番号11番。キャッチコピーは「利根川の要石」。誕生日は2月3日。
一人称は「俺」。色白でグレーの天然パーマが特徴。坂野上の熱烈な勧誘によって入部したが、元からサッカーには興味があるらしく、初心者ながらも連携必殺技を使いこなす。
必殺技は「天竜」（下町）。
狸ヶ原 ぽん子（たぬきがはら ぽんこ）
声 - 小清水亜美
利根川東泉中1年生。女の子で、ポジションはMF。背番号18番。キャッチコピーは「謎のぽんぽこガール」。誕生日は9月17日。
『イナズマウォーカー』内の『第1回「イナズマイレブン アレスの天秤」キャラクターコンテスト』で選考、投票によって選ばれた視聴者応募キャラクター。
実はたぬきで、人間に化けることができる。「〜っちゃ」が口癖。
円堂たちとサッカーがしたくて人の姿に化けサッカーをしている所を入部希望者と勘違いされ、選手登録もされていたため玄場の代わりに途中出場する。
身軽でキレのある素早い動きとトリッキーさが特徴。
必殺技は「イリュージョンボール」、「ディープミスト」、「忍法ガマガエル」。
木野 秋（きの あき）
声 - 折笠富美子
雷門中からの強化委員。3年生。マネージャー。
木枯らし荘の管理人・風秋ヨネとは親戚にあたる。
『オリオンの刻印』ではイナズマジャパンのサポーターとしてヨネと共に参加するが、ロシアには帯同せず日本に残る。
響木 正剛（ひびき せいごう）
声 - 金尾哲夫
利根川東泉中サッカー部の監督。元雷門中サッカー部監督。

## フットボールフロンティア・インターナショナル (FFI)

### 日本代表チーム「イナズマジャパン」
主人公・稲森明日人、灰崎凌兵、野坂悠馬らが率いる日本代表チーム。FFIアジア予選を5勝0敗で突破。FFI一次グループA。アジア予選では選手たちは河口湖スポーツセンターを、本戦ではロシアのカザニにあるキャンプ地を合宿所として利用している。基本的には2人部屋だが、円堂と久遠は個室となっている。
日野によれば、河口湖は空気がきれいな環境のいい所で合宿するといいんじゃないかなと思ったという。
仲間への信頼が厚い反面、仲間が常に100％の力を出す前提のプレイをしてしまい、疲れや緊張感からくるプレイの劣化を考慮できない仲間を信じすぎる弱点を持つ。
- イナズマジャパンの戦術（必殺タクティクス）
  - 柔と剛：緩いパス回しで相手を引き付けてからの強力なロングパスで一気に前線に運ぶ。
  - エンジェルローブ：多数で一気に相手選手を囲いボールを奪う。
  - 王者のタクト：野坂が中心となって展開する、彼の指揮をするような手の動作に伴って現れる光のラインに沿うようにパスを繋いでいく必殺タクティクス。
  - グリッドオメガver2.0：チーム全員で各自発生させた青い竜巻（スピニングウィンド）を合わせ、巨大な竜巻にして相手チームを襲い選手全員を巻き上げ地面に叩きつける。それまでのグリッドオメガとは違い、人を傷つけないものとなっている[17]。
  - ザ・ジェネラル：一星が収集し分析した情報を元に、野坂がチーム全員に指示を送ることで相手選手の動きを読み、移動ルートが見え効率的に素早く動ける。これにより足球雑技団の「みんなでキョンシー」を破った。
  - サッカー盤戦法：ゲームのサッカー盤のように移動を制限することにより、相手へのプレスに隣接した2名の選手で対応することで、他の選手は体力の温存と瞬発力のあるプレーで速いテンポの攻撃に対応できる。
  - 地雷原：チーム全員が自軍フィールドを縦横無尽に動き回り絶妙に見えない竜巻の地雷を発生させ、センターラインから自軍ゴールの間を地雷原とし、相手チームの攻めを鈍らせる。ネイビー・インベーダーが使用したのと比べ、爆発力は足止め程度に抑えられており、相手チームに危険は及ばないようになっている[9]。

稲森 明日人【伊那国・雷門中】
2年生。ポジションはFW/MF。背番号8番。合宿所では剛陣と同室。
灰崎 凌兵【伊那国・雷門中】→【星章学園】
1年生。ポジションはFW。背番号11番。合宿所ではヒロトと同室。
野坂 悠馬【王帝月ノ宮中】
2年生。ポジションはFW/MF。背番号14番。合宿所では西蔭と同室。
一星 光（いちほし ひかる）
詳しくは#主人公を参照。
円堂 守【利根川東泉中】
イナズマジャパンのキャプテン。3年生。ポジションはGK。背番号1番。合宿所では1人部屋となっている。
坂野上 昇【利根川東泉中】
1年生。ポジションはDF。背番号2番。合宿所では万作と同室。
不動 明王【帝国学園】
3年生。ポジションはMF。背番号3番。合宿所では砂木沼と同室。
吹雪 士郎【白恋中】
3年生。ポジションはFW/DF。背番号4番。合宿所では氷浦と同室。
鬼道 有人【星章学園】
3年生。ポジションはMF。背番号5番。合宿所では豪炎寺と同室。
風丸 一郎太【帝国学園】
3年生。ポジションはDF。背番号6番。合宿所ではタツヤと同室。
氷浦 貴利名【伊那国・雷門中】
2年生。ポジションはMF。背番号7番。合宿所では士郎と同室。
吉良 ヒロト【永世学園】
2年生。ポジションはFW。背番号9番。合宿所では灰崎と同室。
豪炎寺 修也【木戸川清修中】
3年生。ポジションはFW。背番号10番。合宿所では鬼道と同室。
剛陣 鉄之助【伊那国・雷門中】
3年生。ポジションはFW。背番号12番。合宿所では明日人と同室。
基山 タツヤ【永世学園】
2年生。ポジションはFW/MF/DF。背番号15番。合宿所では風丸と同室。
亜風炉 照美【世宇子中】
3年生。ポジションはMF/FW。背番号16番。
岩戸 高志【伊那国・雷門中】
2年生。ポジションはDF。背番号17番。合宿所では一星と同室。
万作 雄一郎【伊那国・雷門中】
2年生。ポジションはDF。背番号18番。合宿所では坂野上と同室。
砂木沼 治【永世学園】
3年生。ポジションはGK/MF。背番号19番。合宿所では不動と同室。
西蔭 政也【王帝月ノ宮中】
2年生。ポジションはGK。背番号20番。合宿所では野坂と同室。
小僧丸 サスケ【伊那国・雷門中】
2年生。ポジションはFW。背番号21番。
吹雪 アツヤ【白恋中】
2年生。ポジションはFW。背番号22番。
海腹 のりか【伊那国・雷門中】
イナズマジャパンの中では唯一の女の子で、2年生。ポジションはGK。背番号23番。
水神矢 成龍【星章学園】
2年生。ポジションはDF。背番号24番。
趙 金雲【伊那国・雷門中】
イナズマジャパンの監督。合宿所ではハオと同室。
久遠 道也【星章学園】
イナズマジャパンのコーチ。合宿所では1人部屋となっている。
神門 杏奈【伊那国・雷門中】
1年生。イナズマジャパンのマネージャー。合宿所ではつくしと同室。
大谷 つくし【伊那国・雷門中】
3年生。イナズマジャパンのマネージャー。合宿所では杏奈と同室。
析谷 共有（せきや ともあり）
声 - 塩尻浩規
イナズマジャパンのフィジカルトレーナー兼データ分析担当兼料理長兼データセキュリティー担当兼気功マッサージ師。
ロシアでチームに合流し、以降の特訓も金雲に代わり担当する。爽やかな性格で選手たちを下の名前で呼ぶ。
スペイン戦ハーフタイムではインドで習得した特殊な気功によるマッサージ「ヒーリング・セレブレーション」で灰崎の疲労を取り除く。なお、この技は体力をかなり消耗することから1日1人が限界となっている。
ブラジル戦ハーフタイムでは経穴ヒーリングを披露した。

#### 日本代表選手関係者
木野 秋【利根川東泉中】
3年生。イナズマジャパンのサポーター。合宿所ではヨネと同室。
風秋 ヨネ
イナズマジャパンのサポーター。合宿所では秋と同室。
李 子文（り こぶん）
声 - 寺崎裕香
金雲の助手。詳細は中国代表チーム「足球雑技団」を参照。
雷門 夏未（らいもん なつみ）【雷門中】
声 - 小林沙苗
3年生。海外選手の情報収集に派遣されていた強化委員。
情報規制されているオーストラリア代表の情報を持って来たり、円堂の新技のヒントを与える。試合後の夜にまた情報収集に戻る。ロシアの空港でイナズマジャパンに合流する。
一星 充（いちほし みつる）
声 - 藤原夏海（幼少時）
光の兄で、弟とは歳が2つ離れている。小さい頃から父と弟の光と世界を目指し、サッカーの練習をしていた。しかし小学5年生の頃に交通事故に遭い、光を助けたものの力尽き、父親と共に死去した。
パンビエッタ・スコーリオ
声 - 河本邦弘
イナズマジャパンのロシアでのガイドのイタリア人。片言のロシア語と日本語を喋り、イナズマジャパンの名前をよく間違える。一之瀬たちとのミニゲームでは実況を担当した。
国際刑事警察機構の捜査官でもあり、ロシア警察の罠に嵌められた新条と士郎を救出する。

### 韓国代表チーム「レッドバイソン」
FFIアジア予選第1試合でイナズマジャパンと戦う。「赤い突撃獣」の異名を持つ強力な突破力が売りで激しいラフプレーが特徴。オリオンの使徒のペクの指示により姑息な手を使い加点を試みるが、2‐3でイナズマジャパンに敗れた。日野によれば、ラフプレー中心だったのは、「オリオンの使徒」は手段を選ばない奴らだというのを見せたかったためであるという。ただ激しいタックルなどをするだけでは、通常の試合でもあることなので、明確に「こんなのサッカーじゃない」とわかりやすい表現を使ったという。
ペク・シウ
声 - 小野賢章
ポジションはFW。背番号10番。キャッチコピーは「超速の赤き猛牛」。誕生日は8月3日。
オリオンの使徒の1人で、目的のためなら汚い手を使い味方をも潰す。試合後、目的を果たせなかったので黒服に強制連行される。
必殺技は「レッドブレイク」、「バイソンホーン」、「特攻バッファロートレイン」（ソク、ドンヒョク）。
ソク・ミンウ
声 - 植木慎英
レッドバイソンのキャプテン。ポジションはMF。背番号8番。
後ろを刈り上げた青髪で、そばかすが特徴。
後半に汚い手を使うペクに注意するも、ペクたちにより負傷させられ退場する。
必殺技は「特攻バッファロートレイン」（ペク、ドンヒョク）。
シン・レウォン
声 - 西谷修一
ポジションはGK。背番号1番。
必殺技は「ファイアウォール」。
ファン・ドユン
声 - 布施川一寛
ポジションはDF。背番号2番。
キム・ヨンウ
声 - 竹内順子
女の子で、ポジションはDF。背番号3番。
ソン・ソア
声 - 弘松芹香
女の子で、ポジションはDF。背番号4番。
パク・ユファン
ポジションはDF。背番号5番。
ヨン・ジフン
ポジションはMF。背番号6番。
イ・スンジン
声 - 村上聡
ポジションはMF。背番号7番。
パク・ジウォン
声 - 新祐樹
ポジションはMF。背番号9番。
ツンツンした紅髪、ツリ目が特徴。
ペクの取り巻きであり、ソクを退場させた。
イ・ドンヒョク
声 - れいみ
ポジションはFW。背番号11番。
右目を隠し、グラデーションがかったピンク髪、紫色の唇が特徴。
ペクの取り巻きであり、ソクを退場させた。
必殺技は「特攻バッファロートレイン」（ペク、ソク）。
ホ・ウンチャン
ポジションはFW。背番号12番。
ソン・ミンス
ポジションはMF。背番号13番。
負傷したソクと交代で途中出場する。
ハ・ジョンピョ
ポジションはDF。背番号14番。
チャ・ウンス
声 - 中村和正
レッドバイソンの監督。

### オーストラリア代表チーム「シャイニングサタンズ」
FFIアジア予選第2試合でイナズマジャパンと戦う。「太陽のサタン」の異名を持ち、ヒプノシスを使ったトリックプレイを得意とする。前半は「タイムトランス」やトリックプレイに苦戦を強いるが、4‐5でイナズマジャパンに敗れた。
- シャイニングサタンズの戦術（必殺タクティクス）
  - インビジブル：霧を発生させチーム全員の姿を見えなくし、相手選手のボールを奪う。

サタン・ゴール
声 - 岸尾だいすけ
シャイニングサタンズのキャプテン。ポジションはMF。背番号9番。キャッチコピーは「3つの顔の幻術師」。誕生日は6月6日。
オリオンの使徒の1人。3つの人格を持ち、首の動きで髪と性格を切り替え、一人称は「俺」（豪傑）と「僕」（冷静）と「マロ」（狂気）で、人格によって異なっている。
日野によれば、彼をチームの象徴になるように設定しており、首の角度によって3つの人格が変化する設定にすれば、つかみどころのない不気味さが出て、絵的にも面白いんじゃないかと思ったという。
試合終盤に最後の切り札を使おうとするも不発に終わる。
必殺技は「タイムトランス」。
パズズ・ザハム
声 - 布施川一寛
ポジションはGK。背番号1番。
必殺技は「太陽のギロチン」。
アガリア・レプト
ポジションはDF。背番号2番。
デモゴルゴン・アノー
ポジションはDF。背番号3番。
ベルフェゴール・イノス
ポジションはDF。背番号4番。
アムドゥ・スキアス
声 - れいみ
女の子で、ポジションはDF。背番号5番。
ベルゼ・ブブ
女の子で、ポジションはMF。背番号6番。
試合後半にルシと交代でベンチに下がる。
ベリアル・ノーゼ
声 - 小林沙苗
女の子で、ポジションはMF。背番号7番。
アスモ・デウス
声 - 弘松芹香
ポジションはMF。背番号8番。
サル・ガタナス
声 - 烏丸祐一
ポジションはFW。背番号10番。
オリオンの使徒の1人で、シューズに鏡を仕込んでいる。
アス・タロト
声 - 松田修平
ポジションはFW。背番号11番。
色黒で大柄のマッチョ体型、牛の角のように分けた前髪と長髪が特徴。
オリオンの使徒の1人で、シューズに鏡を仕込んでいる。暑苦しいと言われている。切り札の真タクティクスを出そうとするが、灰崎にボールをぶつけられ阻止される。
ルシ・ファノス
声 - 藤原夏海
ポジションはMF。背番号13番。
左を盛った薄いミントグリーンの髪、赤紫色の睫毛と瞳が特徴。自身を「ルシ」と呼び、機械のように感情が無く、抑揚のない喋り方をする。
日本戦の後半から途中出場。シューズに仕込んだ刃物で坂野上を潰しにかかるも、坂野上の作戦でアイデンティティの刃を失い、ガープと交代しベンチに下がる。
ガープ・レデル
ポジションはMF。背番号14番。
日本戦の後半にルシに代わり出場する。
ディアボ・ロス
声 - 山岸治雄
シャイニングサタンズの監督。
シモン・アザゼル
声 - 疋田高志
シャイニングサタンズのコーチ。

### ウズベキスタン代表チーム「エターナルダンサーズ」
FFIアジア予選第3試合でイナズマジャパンと戦う。「エターナルダンサーズ」の異名を持つ、非常に高いスタミナとわかりやすい個性が特徴のチーム。チーム全員がオリオン財団に染まっている。前半、円堂と鬼道の不在により苦戦を強いるものの野坂の帰還によってイナズマジャパンが一つとなり、4‐2で敗れる。
- エターナルダンサーズの戦術（必殺タクティクス）
  - エターナルラン：攻撃メンバーが走り続け、相手選手を引き離す。

アナハン・イムス
声 - 斎賀みつき
女の子で、エターナルダンサーズのキャプテン。ポジションはMF/FW。背番号10番。キャッチコピーは「密やかなるタフソルジャー」。誕生日は11月10日。
褐色肌、オレンジと水色の瞳、左目を隠し右側を丸刈りにした赤茶色のロングヘアーが特徴。一人称は「僕」。
オリオンの使徒の1人で、無限のスタミナと速さを武器に持つ。
アレク・アクバー
声 - 興津和幸
ポジションはGK。背番号1番。
長身体型、前髪以外を刈り上げ、左目を隠したピンクの髪が特徴。
必殺技は「忘却のソナタ」。
イブラヒム・アビ
ポジションはDF。背番号2番。
ムハンマド・ホーク
ポジションはDF。背番号3番。
マジド・アゼル
声 - 布施川一寛
ポジションはDF。背番号4番。
ザファル・ギン
声 - 西川舞
ポジションはDF。背番号5番。
クムシュ・イゼ
声 - 遠藤綾
女の子で、ポジションはMF。背番号6番。
サリベク・ナハル
声 - 武内駿輔
ポジションはMF。背番号7番。
爆走3連星のリーダー。
ファルハド・ギリク
声 - 綿貫竜之介
ポジションはMF。背番号8番。
爆走3連星の一人。
ムハバート・ザーク
声 - モアイ岩下
ポジションはMF。背番号9番。
爆走3連星の一人。
ダスト・ゲイルス
声 - 櫻井トオル
ポジションはFW。背番号11番。
オリオンの使徒の1人。試合後、明日人たちの実力を見直すようになった。
必殺技は「レクイエムダスト」。
ナルクル・ブーゲン
女の子で、ポジションはFW。背番号14番。
ケルディ・ロゼル
ポジションはMF。背番号16番。
アダム・サンチー
声 - 疋田高志
エターナルダンサーズの監督。
ザビーネ・ノシマ
声 - れいみ
エターナルダンサーズの女性コーチ。

### サウジアラビア代表チーム「アラブの火の鳥軍団」
FFIアジア予選第4試合でイナズマジャパンと戦う。殆どのメンバーがオリオン財団の息がかかっている。空中戦を得意としフィジカルも極めて強く、激しさと高さ持ったプレイが特徴で、「アラブの火の鳥軍団」の異名を持つ強豪。野坂の戦略と一星の覚醒により0‐2でイナズマジャパンに敗北する。
- アラブの火の鳥軍団の戦術（必殺タクティクス）
  - ドリブレイズ：攻撃メンバーの前方に燃え上る炎を纏い勢いよく敵DF陣の間を交差し、突破する。

アンドレアス・ベボ
声 - バトリ勝悟
ポジションはFW。背番号11番。キャッチコピーは「灼熱のファイアバード」。誕生日は8月30日。
褐色肌、ピンク色のパーマをかけたモヒカンが特徴。髪に3本の赤いメッシュが入っている。
フェイントをかける際に移動する方の手が動く癖がある。
オリオンの使徒の1人。同じ使徒でありながら結果を出せないでいる一星を無能呼ばわりした。
必殺技は「バーニング・火の鳥」。
ファルコン・アリ
声 - 田中光
アラブの火の鳥軍団のキャプテン。ポジションはGK。背番号1番。
青緑色のショートヘア、青い太眉が特徴。
必殺技は「ダイナミック・コロナ」。
ガラ・マゴス
ポジションはDF。背番号2番。
ペッカ・レアム
声 - 星野貴紀
ポジションはDF。背番号3番。
長身体型、グラデーションがかかった赤のロングパーマが特徴。オリオンの使徒の一人。
必殺技は「レッドホットチリ・メテオ」。
サミ・ルイス
声 - 遠藤綾
女の子で、ポジションはDF。背番号4番。
ドーガン・バトラー
ポジションはMF。背番号5番。
ガダル・ガーナ
声 - 戸松遥
女の子で、ポジションはMF。背番号6番。
ヒソカ・マソカ
声 - 杉村憲司
ポジションはMF。背番号7番。
オリオンの使徒の1人。
ハルク・ライオス
ポジションはMF。背番号8番。
シルバ・レオル
声 - 武内駿輔
ポジションはMF。背番号9番。
コンドル・ウィリー
声 - 新祐樹
ポジションはFW。背番号10番。
オリオンの使徒の1人。
ペドロ・アミダ
ポジションはMF。背番号14番。
サミルの双子の兄。紫色の髪で右目にアイパッチをしているのが特徴。
サミル・アミダ
ポジションはMF。背番号15番。
ペドロの双子の弟。黄緑色の髪で左目にアイパッチをしているのが特徴。
エヴァ・ゴードン
声 - 斉藤貴美子
アラブの火の鳥軍団の女性監督。
フラッシュ・ハニワ
声 - いずみ尚
アラブの火の鳥軍団のコーチ。

### 中国代表チーム「足球雑技団」
FFIアジア予選第5試合（最終戦）でイナズマジャパンと戦う。「足球（サッカー）雑技団」の異名を持ち、サーカスのようなアクロバティックなプレイが特徴のチーム全員で攻撃守備を行う。上海サッカートーナメントでぶつかった、路地裏少年団と上海星猫団の混合チームで全員が中華の星を目指している。金雲とハオによりイナズマジャパンの情報は把握し、対策されている。オリオン財団と敵対しており、オリオンの使徒はいない。
- 足球雑技団の戦術（必殺タクティクス）
  - 万里の長城：フィールドプレイヤー全員で組体操のように発射台を作り、ハオを空高くに撃ち上げる。
  - 少林寺高速十八陣：功夫の呼吸法の応用により瞬間的に運動能力を高めた高速移動で残像共鳴を起こし、ボールを奪ったり相手選手をブロックしたりし、縦横無尽に突破する。
  - みんなでキョンシー：キョンシーのポーズをし、高速で飛び跳ね相手選手にぴったりと張り付く完全なマンツーマンディフェンス。
  - 蒙古襲来：砂嵐を起こし相手選手たちの視界を遮り、全員で突っ込む。

リ・ハオ / 無敵ヶ原 富士丸（むてきがはら ふじまる）
声 - 寺崎裕香
ポジションはMF。背番号9番。キャッチコピーは「曲芸サッカー師」。誕生日は11月30日。イナズマジャパンの合宿所では金雲と同室。
足球雑技団のエースで、趙金雲仕込みの高いパワーとテクニックを持つ。
小柄な体型で撫肩、傘のように広がった緑色の髪が特徴。富士丸の時には青のキャップ帽を被っていた。 フランクな口調で飄々とした性格。
好きなものは趙と出会った時に食べた担々麺で、嫌いなものは猫。
6年前、8歳の頃に妹のユウと共に施設で暮らしていたが、経営事情で食事の量が減らされると聞いてユウや他の施設の子供たちを食わせるためにミンたちと施設を脱走。盗みを働いてる所を金雲と出会い、他の貧困街の子たちと共に金雲の弟子となり中華の星を目指す。路地裏少年団ではキャプテンを務めていた。
後にサッカーを守る手伝いをするために金雲から日本に呼ばれ、雷門中時代は大頭面を被って「李 子文」と名乗り、金雲の助手としてチームの特訓のサポートをした。
日本代表のサポーターの時には停泊所とそこに停泊する船から取った「無敵ヶ原 富士丸」という偽名を名乗り、試合前に雑用を頼まれていた明日人たちを煽って結果的に効果的な特訓をつけていた面も。
日本対中国戦の前にメンバーに正体を明かし、イナズマジャパンから去る。試合後、金雲と共にイナズマジャパンに戻り、子文として振舞う。
必殺技は「天空隼弾」、「天崩地裂」（チャウ）、「友情のゴッドハンド」（円堂、不動、アフロディ、ルース）、「ソードオブダルタニアン」（マリク、ルース）。
クン・フーチェ
声 - 大泊貴揮
ポジションはGK。背番号1番。
6年前にハオたちと戦った上海星猫団の一人。長身体型、左を特徴的な形状で降ろしオールバックにした黒の長髪と額のホクロが特徴。
必殺技は「龍神鉄扇」。
タオ・ルウ
声 - 松浦義之
ポジションはDF。背番号2番。
6年前にハオたちと戦った上海星猫団の一人。オカマ口調で長身体型、サイドが長く、後ろをまとめたオレンジ色の髪、朱のまつ毛が特徴。
小学生の頃に妹に足が臭いと言われショックを受けたらしく、美容に人一倍気を使っている。
シャオ・ラウ
声 - 近藤唯
女の子で、ポジションはDF。背番号3番。
6年前にハオたちと戦った上海星猫団の一人。
ミン・インチー
声 - ミラクルぐっち
ポジションはDF。背番号4番。
6年前にハオと共に金雲の弟子となった路地裏少年隊の一人。大柄の肥満体型、キノコの傘のような茶のおかっぱ頭と渦巻き頬マークが特徴。
必殺技は「爆喰獅子」。
チェ・リン
声 - 引坂理絵
女の子で、ポジションはMF。背番号5番。
6年前にハオたちと戦った上海星猫団の一人。小柄な体型、おかっぱの辮髪とパンダメイクが特徴。
タン・タンミン
声 - 新祐樹
ポジションはMF。背番号6番。
6年前にハオと共に金雲の弟子となった路地裏少年隊の一人。長身体型、センターを分け青紫のグラデーションがかった黒髪が特徴。イヤリングを付けている。
ウー・ロンチ
声 - 拝真之介 / 岡田恵（幼少時）
ポジションはMF。背番号7番。
6年前にハオと共に金雲の弟子となった路地裏少年隊の一人。褐色肌で大柄のマッチョ体型、頭頂部を団子状に結び、サイドを角のように立てた金髪が特徴。
チャウ・シン
声 - 小松昌平
足球雑技団のキャプテン。ポジションはMF。背番号8番。キャッチコピーは「上流セレブキャプテン」。誕生日は4月4日。
6年前に金で英才教育を受けていて、金雲が指揮する上海星猫団のキャプテンとして路地裏少年隊のハオたちと上海サッカートーナメントで対戦。最初は貧困街のネズミと見下し、望めば何にでも手に入れると思っていたが、試合を通してハオたちの実力を認め、努力の大切さを知った。
必殺技は「天崩地裂」（ハオ）。
ワン・タンメオ
声 - 村瀬迪与
ポジションはFW。背番号10番。
6年前にハオと共に金雲の弟子となった路地裏少年隊の一人。
また盗みを働こうとしたり汚いプレイをしようとするが、まっすぐに生きると決めたハオに注意される。ワンタンメンが大好き。
シュウ・チュナ
声 - 弘松芹香
女の子で、ポジションはFW。背番号11番。
6年前にハオたちと戦った上海星猫団の一人。色白でやや小柄な体型、黒のおかっぱ頭が特徴。
チャオ・マオ
声 - れいみ
女の子で、ポジションはMF。背番号14番。
6年前にハオたちと戦った上海星猫団の一人。
チー・チンスウ
声 - 星野貴紀
ポジションはDF。背番号15番。
6年前にハオたちと戦った上海星猫団の一人。色白の長身体型、後髪を残して伸ばした、紺碧のモヒカンヘアーが特徴。サングラスをかけている。
ショウ・ロンポウ
声 - モアイ岩下
足球雑技団の監督。テンションが高く、必殺技発動時になぜかドラを鳴らしている。
チョウ・キントウン
声 - 中村悠一
足球雑技団のコーチ。その正体は趙金雲。詳細は日本代表チーム「イナズマジャパン」を参照。
ユウ / リ・ユーチェン
声 - 戸松遥
ハオの妹で足球雑技団のマネージャー。試合観戦中は甘い物をよく口にしていて、観察力が非常に鋭い。自分を通りすがりの美少女と評している。
幼少時をハオと共に施設で過ごしていたが、ハオが経営事情で食事の量を減らされると聞いてユウや他の施設の子供たちを食わせるために脱走したため、一時生き別れの状態となっていた。

### スペイン代表チーム「無敵のジャイアント」
FFI1次グループリーグA。イナズマジャパンの1戦目に対戦する。優勝候補の筆頭で強力なフィジカルで猛進するが、力押しじゃない芸術と言われる息を呑むほどの華麗な戦術と個人技が特徴。オリオン財団と敵対しているため、試合抽選を操作されイナズマジャパンとぶつかる。2試合目のロシアに0‐6と惨敗してしまう。1勝1敗1引、勝ち点4点、イナズマジャパンとの得失点差で3位となり、1次リーグ敗退となる。
クラリオ・オーヴァン
声 - 安元洋貴
無敵のジャイアントのキャプテン。ポジションはMF。背番号10番。キャッチコピーは「カタルーニャの巨神」。誕生日は9月11日。
一人称は「私」。『イナズマイレブン Reloaded』からアロンソ、ルーサー、ベルガモたちとバルセロナ・オーブの一員として登場し、世界トップレベルの高い実力を持ち、フットボールフロンティア全国大会で優勝した雷門中をエキシビションマッチで完膚なきまでに叩きのめす。
個人練習をする豪炎寺を見て世界レベルと評価し、イナズマジャパンを本戦で警戒するチームに挙げる。サッカー界に蔓延る巨大な闇を一掃する使命を持ち、オリオン財団を敵視している。
「爆食いのクラリオ」の異名を持つほどの早食い大食いで、壮行会のパーティでは円堂が用意した食事をあっという間に平らげ、ロシアでは円堂と大食い対決を繰り広げる。
円堂の新技「ダイヤモンドハンド」にダイヤモンドレイを一度止められるが、すぐにシュートを曲げることで対応し攻略した。1次グループリーグ敗退が決まった時には日本代表に後を託した。その後は、世界選抜代表メンバーに選ばれる。
必殺技は「ダイヤモンドレイ」、「曲がるダイヤモンドレイ」、「ダイヤモンドエッジ」、「ザ・シェルター」（ドメルゴ、ルフィノ）、「ペルセウスオーブ」（灰崎、一之瀬）。
アロンソ・フィビアーノ
声 - 宮田幸季
ポジションはGK。背番号1番。
シュートを打つ相手の目を読んでボールの軌道を読む癖があり、それを剛陣とアツヤの時間差のシュートで突かれる。
必殺技は「ザ・ボヨン」。
ドメルゴ・ドミンゲス
声 - 笠間淳
ポジションはDF。背番号2番。
常に薔薇を咥えている。
必殺技は「ザ・シェルター」（クラリオ、ルフィノ）。
レイナルド・バラハ
声 - 榎木淳弥
ポジションはDF。背番号3番。
オリオンの使徒の一人。ヨーロッパ予選で足に大きな怪我をしてしまい、本戦に間に合うか微妙な所をオリオン財団に最先端治療を施すことを交換条件にオリオンの使徒になる契約を持ち掛けられ、仲間とともに頂点に立ちたい気持ちから契約してしまう。その後、無事完治してイナズマジャパン戦で復帰する。
試合中はこれまで試合に出られなかった鬱憤を晴らすかのように張り切っていたが、オリオン財団からの指示が入りガラスのまきびしで明日人を潰そうとするも気づいたクラリオの反応を見た士郎によって阻止されてしまう。
その後、クラリオからの粛清のダイヤモンドレイを受け入れ負傷し、ファビオと交代する。
ルフィノ・アバロス
声 - 島田岳洋
ポジションはDF。背番号4番。
必殺技は「ザ・シェルター」（クラリオ、ドメルゴ）。
ベラスコ・メレンデス
声 - 岩中睦樹
ポジションはMF。背番号5番。
フェルナンド・ダビーノ
声 - 綿貫竜之介
ポジションはMF。背番号6番。
エメリコ・ロルカ
声 - 弘松芹香
女の子で、ポジションはMF。背番号7番。
チコ・アリソン
声 - 西川舞
ポジションはMF。背番号8番。
ルーサー・ファンダム
声 - 北田理道
ポジションはFW。背番号9番。
必殺技は「ツインランサー」（ベルガモ）。
ベルガモ・レグルト
声 - 新祐樹
ポジションはFW。背番号11番。キャッチコピーは「ミサイルシュート」。誕生日は1月14日。
必殺技は「ツインランサー」（ルーサー）。
エミリオ・ルハン
ポジションはMF。背番号14番。
ファビオ・エステベ
声 - 布施川一寛
ポジションはMF/DF。背番号15番。
長身体型、右前髪を浮かして分けた茶の長髪と眼鏡が特徴。負傷したバラハに代わり途中出場する。
必殺技は「ダイヤモンドレイ」。
ペペ・バンデラス
声 - 岡井カツノリ
無敵のジャイアントの監督。
予選途中で本戦で警戒すべきチームの研究を始めようとする時に、日本を推すクラリオへ可能性はあるがそこまで成長しないと一時反対するも、クラリオの熱意に応え許可する。その後、勝ち進むイナズマジャパンを見てクラリオの真意を理解し、特訓再開の指示を出す。

#### スペイン代表選手関係者
パンビエッタ・メラーニア
声 - 堀井千砂
無敵のジャイアントのロシアでのガイドのイタリア人でスコーリオの妹。兄同様片言である。国際刑事警察機構の捜査官でもあった。

### アメリカ代表チーム
FFI1次グループリーグA。イナズマジャパンの2戦目に対戦する。

#### スターユニコーン
オリオンの使徒は一人もおらず、オリオン財団と敵対している。多彩な戦術と一人一人がゲームメイカーのようなクレバーな動きで敵チームに応じた作戦で戦うのが特徴。初戦をロシアに2‐1で勝つも、ネイビー・インベーダーとの代表を賭けた模擬戦に敗れ、代表から降ろされる。表には怪我のため降ろされたということにされている。日本戦後に代表の座に復帰する。3回戦のスペイン戦で1‐2で敗北し、1勝2敗、勝ち点3点、4位で1次リーグ敗退する。
一之瀬 一哉（いちのせ かずや）【雷門中】
声 - 梶裕貴
3年生。ポジションはMF。背番号7番（ネイビー・インベーダーでは18番）。キャッチコピーは「フィールドの魔術師」。誕生日は1月1日。
旧雷門イレブンがバルセロナ・オーブとの親善試合に惨敗後、鍛え直すためにアメリカに戻り、そのまま代表入りする。野坂を高く評価した。
日本戦の後半にバハートを追放した後、ネイビー・インベーダーのユニフォームを着てシェイキーと交代で試合に復帰する。
ネイビー・インベーダーのメンバーに自分を狙わせることでゲームメイクをし、最終的に認められ、チームを一つにする。
FFI後は土門と共に雷門へ戻り、サッカーオータムトーナメントに出場した。
必殺技は「ザ・フェニックス」（土門、マーク）、「ペルセウスオーブ」（灰崎、クラリオ）。
土門 飛鳥（どもん あすか）【雷門中】
声 - 金野潤
3年生。ポジションはDF。背番号5番（ネイビー・インベーダーでは17番）。キャッチコピーは「サムライ・ディフェンダー」。誕生日は8月21日。
旧雷門イレブンがバルセロナ・オーブとの親善試合に惨敗後、鍛え直すために一之瀬とアメリカに渡り、そのまま代表入りする。
日本戦の後半にバハートを追放した後、ネイビー・インベーダーのユニフォームを着てスモーキーと交代で試合に復帰する。
FFI後は一之瀬と共に雷門へ戻り、サッカーオータムトーナメントに出場した。
必殺技は「ザ・フェニックス」（一之瀬、マーク）。
マーク・クルーガー
声 - 中村悠一
スターユニコーンのキャプテン。3年生。ポジションはMF。背番号9番（ネイビー・インベーダーでは19番）。キャッチコピーは「グラウンドのトップスター」。誕生日は11月13日。
日本戦の後半にバハートを追放した後、ネイビー・インベーダーのユニフォームを着てコンボイと交代で試合に復帰する。
必殺技は「ザ・フェニックス」（一之瀬、土門）。
ディラン・キース
声 - 鈴木千尋
3年生。ポジションはFW。背番号10番。キャッチコピーは「ギンギンストライカー」。誕生日は8月1日。
ネイビーインベーダーの攻撃でアイガードを割られて負傷してしまう。
ビリー・ラピッド
ポジションはGK。背番号1番。
テッド・ブライアン
ポジションはDF。背番号2番。
トニー・ストライダス
ポジションはDF。背番号3番。
ダイク・ダイナモ
ポジションはDF。背番号4番。
スティーブ・ウッドマック
ポジションはMF。背番号6番。
ショーン・ピアース
ポジションはMF。背番号8番。
ミケーレ・ジャックス
ポジションはFW。背番号11番。
ネイビーインベーダーとの試合で、軍事衛星フォボスに巻き込まれ負傷退場する。
アレックス・ホーク
ポジションはGK。背番号12番。
サミー・デンプシー
ポジションはMF。背番号15番。
エディ・ハワード
ポジションはFW。背番号16番。
マック・スクライド
声 - 加瀬康之
スターユニコーンの監督。チームの運営費を私的に流用した罪を着せられて拘束され、監督を解任される。日本戦の後半にバハートを追放した後、アメリカ代表監督に復帰する。

#### ネイビー・インベーダー
アメリカ代表チーム「スターユニコーン」の新監督に就任したバハートが、アメリカ代表メンバーの総入れ替えを狙うため結成されたチーム。スペインやロシアに匹敵する実力を持ち、全員がオリオンの息がかかっており、首の後ろに刻印が入っている。メンバー全員が貧しい家庭の生まれのストリートサッカー出身で、バハートにスカウトされ、オリオン財団の設立したサッカーエリート養成機関に入れられ、兵士として本物の戦場で通用するほどに厳しく鍛えられ、命令に絶対服従のサッカーサイボーグになる。試合中にハンドサインを出しながらプレイするのが特徴で、イレブンバンドやシューズに仕込んだワイヤーで相手の動きを妨害する卑怯な手も使う。
模擬戦でスターユニコーンを殲滅し、代表の座を奪取する。優秀な兵士ではあるが優秀なサッカー選手ではないため、指揮官を失いパニックに陥り動きが止まっていたが、悪事の証拠を握っている自分を潰せという一之瀬の煽りにより、殺意を利用され試合を組み立てられることで、サッカー選手としての自我が目覚め、自分で考えてプレイするようになり一之瀬を認める。日本戦後に代表の座をスターユニコーンに返還する。
- ネイビー・インベーダーの戦術（必殺タクティクス）
  - 地雷原：チーム全員が自軍フィールドを縦横無尽に動き回り絶妙に見えない竜巻の地雷を発生させ、センターラインから自軍ゴールの間を地雷原とし、相手チームの攻めを鈍らせる。ボールを持った相手選手を、2人の選手で挟んで地雷原に連れ込み、わざと押し込むことも。

コブラ
声 - 佐藤せつじ
ポジションはDF/MF。背番号8番。
色白、茶髪で蛇の様な顔つきが特徴で、チームの中心的存在。
必殺技は「カロネード砲」。
ヨガ
声 - 新祐樹
ネイビー・インベーダーのキャプテン。ポジションはMF。背番号7番。
長身体型で、後ろを束ねた茶色のドレッドヘアーが特徴。
ビッグマン
声 - 弘松芹香
ポジションはGK。背番号1番。
小柄な体型で、緑のグラデーションがかった逆立てた髪が特徴。
必殺技は「軍事衛星フォボス」。
ジェントルマン
ポジションはDF。背番号2番。
ダイバー
女の子で、ポジションはDF。背番号3番。
スモーキー
声 - 北田理道
ポジションはDF。背番号4番。
日本戦の後半で土門と交代する。
ジャッジ
ポジションはDF。背番号5番。
ハンター
ポジションはDF/MF。背番号6番。
シェイキー
女の子で、ポジションはMF。背番号9番。
日本戦の後半で一之瀬と交代する。
コンボイ
声 - 綿貫竜之介
ポジションはFW。背番号10番。
日本戦の後半でマークと交代する。
ライオン
ポジションはFW。背番号11番。
ホーン
ポジションはGK。背番号12番。
マジシャン
女の子で、ポジションはMF。背番号15番。
ジャック
ポジションはFW。背番号16番。
バハート・デスコム
声 - 浦山迅
ネイビー・インベーダーの司令官。選手たちを命令という暗示で支配している。
日本戦の後半途中に「スターユニコーン」のメンバーを偽の報告書で騙していたことがアメリカのサッカー連盟に発覚し、取り調べのために強制連行され退場した。

### ロシア代表チーム 「パーフェクトスパーク」
FFI1次グループリーグA。イナズマジャパンの最終戦とFFI決勝トーナメント決勝に対戦する。全員が全ポジションを行うスキルを持ち、チームの他の選手の技も自在に使い、相手によって変幻自在にチーム個性を変えるのが特徴。全員がオリオン財団の息のかかっているとの噂があるが、フロイ曰くオリオンの使徒は一人もおらず、オリオンを認めないとのことだが、全員がオリオンの施設出身で、フロイ以外の全員はベルナルドの命令には逆らえず、イレブンバンドには催涙ガス弾、スタンガンなどが仕込まれている。決勝トーナメントではフロイの働きによりチームメイトたちは改心し、正々堂々と戦うチームになった。決勝戦の途中にイリーナに催眠暗示をかけられ、卑怯なプレイをしてしまう。円堂のサッカーへの熱い叫びにより、暗示が解かれる。
- パーフェクトスパークの戦術（必殺タクティクス）
  - オーロラウェーブ：追い風を発動させて素早く攻撃を展開し、相手の動きを封じる。

フロイ・ギリカナン
声 - 岡本信彦 / 久保田恵（幼少時）
2年生。パーフェクトスパークのキャプテン。ポジションはFW/MF。背番号は9番。キャッチコピーは「気高き銀狼」。誕生日は6月12日。
ベルナルドの弟で、彼とは歳が15歳離れている。光とは昔のチームメイトで親友で時々連絡を取り合う。データを重視しており、グループAの全チームの情報を網羅している。
高い実力を持っているが、ギリカナン一族であることから誰も本気で挑んでくる相手がおらず、わざと負けたり手を抜いたりしていたが、光との出会いから本当のサッカーを教えてもらい、本気でサッカーと向き合うようになる。
日本戦の前半で熱い本当のサッカーを卑怯な手で邪魔するベルナルドに嫌気がさし、ヴィクトールと共にフィールドから去る。日本代表と戦い、本当のサッカーを知り、尊敬していたベルナルドに従えなくなり、光と話すことでオリオンを救うため革命に動くことを決意する。幼少時代は体が弱く、ヴァレンティンにサッカーを続けることを勧められ、病気と闘い今に至る。
必殺技は「イノセント・ドライブ」、「ダブルヘッド・イーグル」。
マリク・クアベル
声 - 小林由美子
2年生。 ポジションはFW/MF/DF。背番号17番。
ロシア代表の候補選手で、オリオンの練習施設で鍛えており、ボールコントロールに絶対の自信を持つ。貧しい環境で育った自分たちを拾ってチャンスをくれたオリオンに感謝している。明日人をチームに誘おうとしている。
その後、代表選手に選出され、日本戦で自主退場したフロイとヴィクトールに代わってアースとともに途中出場する。他の選手同様に卑怯な手を使ってはいるものの、オリオンのサッカーを否定する明日人の言葉により心が揺れ動いている。ロシア戦後にオリオンの真実を知った明日人と革命を決意したフロイに、恩を返すためにオリオンを救うよう説得され決断する。
必殺技は「ダブルヘッド・イーグル」、「ソードオブダルタニアン」（ハオ、ルース）。
ルース・カシム / アース・イナーム
声 - 村瀬歩
2年生。ポジションはFW/MF/DF。背番号16番。
自主退場したフロイとヴィクトールに代わってマリクとともに途中出場する。目深に黒いバンダナを巻いていて、日本代表の明日人と同じ技を使い「ロシアの稲森」と呼ばれる。そのプレイから日本代表メンバー（特に伊那国出身者の女版）を惑わすが、排除しようとする小僧丸から頭に強烈なシュートをくらい、負傷退場する。出場したのは「明日人を洗脳した」とアピールし、日本代表の動揺を誘うことであった。正体は洗脳された明日人かと思われていたが、アースは偽名で代役のルースだった。
オリオンと戦うための革命軍の一人で、試合中の行動は全部演技だった。代役時には髪を明日人と同じ黒色に染めていたが、フロイとマリクと日本対ブラジル戦を観戦している時は元の鼠色に戻していた。
必殺技は「イナビカリ・ダッシュ」、「シャイニングバード」、「イノセント・ドライブ」、「友情のゴッドハンド」（円堂、不動、アフロディ、ハオ）、「ソードオブダルタニアン」（ハオ、マリク）。
ユーリ・ロディナ
声 - 河西健吾
ポジションはGK/FW。背番号11番。
通称は「ロディナ」。左曲がりの前髪、長サイドと後ろを結んだブロンドヘアーが特徴、青のイヤリングを付けている。
一星とフロイとは同じクラブチームのチームメイトだった。フロイの退場後は代理キャプテンを務める。
プレッシャーをかけられると弱気になる欠点を持つ。決勝トーナメント準決勝時には、既にフロイと和解している。
必殺技は「ツーマンデ・ゴラン」。
ゴラン・ヴェシリア
声 - 田所陽向
ポジションはDF/GK/MF。背番号1番。
通称は「ヴェシリア」。長身体型、色黒にセンターを分けた紫と緑のバンダナとクリーム色のウェーブロング髪と顎髭が特徴。
必殺技は「ツーマンデ・ゴラン」。
アレクセイ・トレポフ
ポジションはDF。背番号2番。
通称は「トレポフ」。長身体型、センターを分けた紫のウェーブロングと顎髭が特徴。決勝では控えに。
ラビ・エレメンコ
声 - 弘松芹香
女の子で、ポジションはDF。背番号3番。
大柄な体型。
決勝では控えに。
グエンナディ・ザハロフ
声 - 戸松遥
女の子で、ポジションはDF/MF。背番号4番。
通称は「ザハロフ」。長身体型、ブロンドの坊主刈りが特徴。2つのイヤリングを付けている。
シモン・ジトワ
声 - 久保田恵
ポジションはDF/MF。背番号5番。
通称は「ジトワ」。小柄な体型、後ろを三つ編みポニーテールにした緑と黄のツートン髪が特徴。黄緑の縁無しサングラスをかけている。
決勝では控えに。
カルル・セニロフ
声 - 布施川一寛
ポジションはMF/DF。背番号6番。
常にレゲエで使われる「ヤーマン」でコミュニケーションをとる。
シャミール・トルベツコイ
声 - 武内駿輔
ポジションはMF/DF。背番号7番。
大柄のマッチョ体型、オールバックにして左に剃り込みを入れた茶の長髪とケツ顎が特徴。
ヴィクトール・セドワ
声 - 綿貫竜之介
ポジションはMF。背番号8番。
通称は「セドワ」。一人称は「私」。長身体型、紫と白の逆立てた長髪が特徴。
チームの司令塔。一星とフロイとは同じクラブチームのチームメイトだった。
日本戦の前半でベルナルドのやり方に嫌気がさし、退場するフロイを追って忠告するが、フロイの反論に納得し、共に退場する。
ザウル・サレンコ
声 - 拝真之介
ポジションはFW/DF。背番号10番。
通称は「サレンコ」。大柄のマッチョ体型。
ラスカー・ヴァグネル
声 - 新祐樹
ポジションはFW/MF。背番号14番。
褐色肌、両目が隠れた松ぼっくり型の灰色の髪が特徴。赤のマフラーを巻いている。
負傷したアース（ルース）に代わり途中出場する。
マール・マラット
女の子で、ポジションはMF/DF。背番号13番。
通称は「マラット」。長身体型、ベレー帽の様な茶髪の刈り上げマッシュルームカットとギザ歯が特徴で、丸眼鏡をかけている。
決勝では控えに。
リヴィン・ドリスコ
パーフェクトスパークの監督。

#### ロシア代表選手関係者
グリース・ラウズ
声 - 藤井隼
通称は「グリース」。長身体型。
パーフェクトスパークの候補選手。マリクに因縁をつけるも、サッカー勝負を挑まれ敗北するが、その後に決勝戦ではチームの控えキーパーとして復帰された。
グレオ、ランドル
声 - 弘松芹香（グレオ）、新祐樹（ランドル）
パーフェクトスパークの候補選手であり、グリースの部下。マリクと明日人とのサッカー勝負に敗北するが、その後に決勝戦ではチームのアドバイザーとして復帰された。

### フランス代表チーム
FFI決勝トーナメント1回戦でイナズマジャパンと戦う予定だったが、監督が金雲の友人でチームにオリオンの息がかかっていないため、オリオンが反旗を翻す者たちへの見せしめでチーム全員が食中毒にさせられ、試合に出られず不戦敗になった。
ナタン
声 - 布施川一寛
フランス代表チームのキャプテン。敵の情報収集は怠らない主義。食中毒で入院している。
パスカル
声 - 武田太一
フランス代表チームの守護神で、食中毒で入院している。食中毒の証拠のフランスパンを部屋に残していた。

### ブラジル代表チーム「オーレ・デ・サンバ」
FFI決勝トーナメント準々決勝でイナズマジャパンと戦う。全員が凄いテクニックを持ち、相手に1点もやらずに勝ち進んできた強豪チーム。全員がオリオンの使徒でベルナルド直属の精鋭である。
試合前からサンバのリズムにノリノリで友好的であり、オリオンのやり方にそこまで好意的ではないが、ベルナルドからの指示があれば仕方がなく従う。チーム全員が経穴殺法を使い禁断のツボを突くことで動きを封じてくる。貧しい暮らしで村の小さな繊維工場でずっと働いている所をベルナルドからサッカーに誘われ、救われたことから信頼は高い。
アルトゥール
声 - 岩中睦樹 / 小若和郁那（幼少時）
オーレ・デ・サンバのキャプテン。ポジションはFW。背番号10番。
褐色肌、黒の側面を刈り上げた朱色のソフトモヒカンが特徴。前髪の一部が黒になっている。
ベルナルドへの忠誠心が高く、正々堂々戦うことをお願いしに行くが、却下され、どんな手を使っても勝つことを決意する。日本代表の反則のふりの意図に気付き、チームメイトを説得する。
必殺技は「カーニバルシェイク」、「デス・サンバ」（ルシアン）。
マセロ
声 - 武田太一
ポジションはGK。背番号1番。
長身体型、紫とピンクのアフロリーゼントが特徴。
必殺技は「マカロニスパゲッティ」、「マカロニスパゲッティソース増量」。
リカルド
声 - 戸松遥
大柄な体型。ポジションはDF。背番号2番。
マセウス
長身な体型。ポジションはDF。背番号3番。
マルセロ
声 - 弘松芹香
女の子で、ポジションはDF。背番号4番。
ルシアン
声 - 虎島貴明
ポジションはMF。背番号5番。
必殺技は「デス・サンバ」（アルトゥール）。
レナト
声 - 弘松芹香
女の子で、ポジションはMF。背番号6番。
ダニーニョ
声 - 綿貫竜之介 / ニケライ・ファラナーゼ（幼少時）
ポジションはMF。背番号7番。
ロラン
声 - 布施川一寛
ポジションはMF。背番号8番。
サムエウ
声 - 沢城千春
女の子で、ポジションはFW。背番号9番。
ミゲル
声 - れいみ
ポジションはFW。背番号11番。
やや小柄な体型。最初にオリオンのサッカーに拒否感を示す。
パウロ
控え選手で、ポジションはMF。
褐色肌、出っ歯が特徴。サンバのドラム担当。
レイモン
控え選手で、ポジションはDF。
褐色肌の長身体型、ブロンドのアフロヘアーが特徴。サンバのホイッスル担当。
レオネイラ・カミオン
オーレ・デ・サンバの監督。

### イタリア代表チーム 「ガーディアンズオブクイーン」
FFI決勝トーナメント準決勝でイナズマジャパンと戦う。日本を潰すためにカスタマイズされた魔女と呼ばれるイリーナ直属のチーム。全員が両肘と膝にオリオンから支給された黒いギブスを付けており、それが筋肉に作用し、身体能力が限界以上に引き上げられているが、完全には制御しきれていない。
- ガーディアンズオブクイーンの戦術（必殺タクティクス）
  - グリッドオメガ：『アレスの天秤』で王帝月ノ宮が繰り出した必殺タクティクスであり、フェーズ1で自軍選手が高速で駆け発生した疾風で相手選手の動きを止め、フェーズ2で巨大な赤い竜巻にし、相手チーム選手全員を捕らえ、フェーズ3で相手選手を高くに巻き上げ、地面に叩きつける。

ペトロニオ・パッティ
声 - 島﨑信長
ガーディアンズオブクイーンのキャプテン。ポジションはFW。背番号11番。
一人称は「私」。 長身体型、前が外ハネ、後が横に広がった紫とエメラルドグリーンの髪、眉毛は紫の間が黒になっているのが特徴。 瞳の形状も独特で、黒の外縁に青紫の縦線と中心の水色、瞳孔が菱形となっている。
FWながらも、必殺シュートを止められなかったガブリエラやラケリトの代わりに瞬時にゴールを守るなど素早い判断力を持つ。
日本戦の前半で明日人からサポーターを外すように忠告された時に、イリーナの命令と嘘をつき独断でチームメイトたちにサポーターを外すよう指示を出すが、イリーナには逆らえず、後半から再びサポーターを付けてしまう。
必殺技は「ラストリゾートD」、「アンバランス・ピサ」（ピエトロ、ルカ、マッテオ）。
ガブリエラ・アマティ
声 - 高橋雛子
女の子で、ポジションはGK。背番号1番。
日本戦の後半に明日人のサンライズブリッツを最大出力で止めた際に限界を超え、負傷退場する。
必殺技は「真実の大口」。
エルマ・キティ
声 - れいみ
女の子で、ポジションはDF。背番号2番。
筋肉質の長身体型、サイドを残し、オールバックで後ろまで纏めて伸ばした青髪が特徴。
アリーチェ・ベラルディ
声 - イブ優里安
女の子で、ポジションはDF。背番号3番。
ディアナ・スコラ
声 - 生田ひかる
女の子で、ポジションはDF。背番号4番。
七三分けした茶のロングヘアーが特徴。
ネストレ・ガット
ポジションはMF。背番号5番。
ニコロ・フィーノ
ポジションはMF。背番号6番。
日本戦の前半途中に、サポーターによる暴走で足への負担が限界を超え、途中退場する。
ピエトロ・モレスコ
声 - 弘松芹香
ポジションはMF。背番号7番。
必殺技は「アンバランス・ピサ」（ペトロニオ、ルカ、マッテオ）。
カルロス・ガロ
声 - 布施川一寛
ポジションはMF。背番号8番。
ルカ・ルッソ
ポジションはFW。背番号9番。
必殺技は「アンバランス・ピサ」（ペトロニオ、ピエトロ、マッテオ）。
マッテオ・ドメニコ
声 - 鈴木崚汰
ポジションはFW。背番号10番。
必殺技は「暴走チャリオット」、「アンバランス・ピサ」（ペトロニオ、ピエトロ、ルカ）。
ラケリト・スプト
声 - れいみ→渡辺優里奈
ポジションはGK。背番号12番。
トリケラトプスのフリルと角をモチーフにしたブロンドヘアーで、眉毛と瞳孔の形状が稲妻型となっている。赤と緑のジグザグ模様のバンダナを巻いている。
試合前半はベンチスタートだったが、試合後半でガブリエラの負傷退場により交代出場する。豪炎寺のファイアトルネードを必殺技で止めたことで筋肉にサポーターからの物凄い負荷がかかって倒れてしまい、一時診察を受けて復帰。明日人、野坂の不完全ラストリゾートには力をセーブして止めたものの、小僧丸のラストリゾートは必殺技でも止めることは出来ず、倒れてしまう。
『イナズマウォーカー』内の『「イナズマイレブン オリオンの刻印」キャラクターコンテスト』で最優秀賞に選ばれた視聴者応募キャラクター。
必殺技は「トリケラ・シールド」。
掛橋 継 / ツグ・カケハシ
声 - 高橋李依
女の子で、ポジションはMF。背番号13番。
川の流れを意識した水色のロングヘアー（内側は紫色）、紅眼が特徴。橋型のカチューシャを着けている。
日本戦の前半途中に、ニコロと交代し出場する。
『イナズマウォーカー』内の『「イナズマイレブン オリオンの刻印」キャラクターコンテスト』で最優秀賞に選ばれた視聴者応募キャラクター。
トニオ・キアラ
声 - 西川舞
ポジションはDF。背番号14番。
モニカ・サーラ
女の子で、ポジションはMF/FW。背番号15番。
ジャスティノ・ジョバンニ
声 - 綿貫竜之介
ポジションはDF/GK。背番号16番。
通称は「ジョバンニ」。褐色肌の大柄のマッチョ体型、右に流した黒髪と先端が尖った長いもみあげが特徴。
正義感に溢れており、ウラジミールがタブレットでサポーターを遠隔操作しているのに気が付く。
キンベン・ジョルダーニ
声 - ボルケーノ太田
ガーディアンズオブクイーンの監督、日本戦のハーフタイムにイリーナに折檻され、懲戒解雇されてしまう。
ウラジミール
ガーディアンズオブクイーンの新監督。

## チョウキンウンズ
金雲がイリーナのシャドウ・オブ・オリオンに対抗するためにイナズマジャパンのメンバーを中心に世界各国の精鋭を選抜した実質のFFI選抜チーム。
チーム名を決める時にハオが「アルテミス…」と言いかけるも金雲が強引に被せチョウキンウンズに決まる。フロイ曰く破滅的なセンスとのこと。
稲森 明日人【イナズマジャパン】
2年生。ポジションはFW/MF。背番号8番。
灰崎 凌兵【イナズマジャパン】
1年生。ポジションはFW。背番号11番。
野坂 悠馬【イナズマジャパン】
2年生。ポジションはFW/MF。背番号14番。
一星 光【イナズマジャパン】
1年生。ポジションはMF。背番号13番。
円堂 守【イナズマジャパン】
チョウキンウンズのキャプテン。3年生。ポジションはGK。背番号1番。
ルース・カシム【パーフェクトスパーク】
2年生。ポジションはMF/FW/DF。背番号2番。
不動 明王【イナズマジャパン】
3年生。ポジションはMF。背番号3番。
リ・ハオ【足球雑技団】
ポジションはMF/DF。背番号4番。
鬼道 有人【イナズマジャパン】
3年生。ポジションはMF。背番号5番。
風丸 一郎太【イナズマジャパン】
3年生。ポジションはDF。背番号6番。
一之瀬 一哉【スターユニコーン】
3年生。ポジションはMF。背番号7番。
フロイ・ギリカナン【パーフェクトスパーク】
2年生。ポジションはMF/FW。背番号9番。
豪炎寺 修也【イナズマジャパン】
3年生。ポジションはFW。背番号10番。
アルトゥール【オーレ・デ・サンバ】
ポジションはFW。背番号12番。
ペトロニオ・パッティ【ガーディアンズオブクイーン】
ポジションはFW。背番号15番。
亜風炉 照美【イナズマジャパン】
3年生。ポジションはMF/FW。背番号16番。
マリク・クアベル【パーフェクトスパーク】
2年生。 ポジションはMF/FW/DF。背番号17番。
クラリオ・オーヴァン【無敵のジャイアント】
ポジションはMF/FW。背番号18番。
趙 金雲【イナズマジャパン】
チョウキンウンズの監督。
析谷 共有【イナズマジャパン】
チョウキンウンズのフィジカルトレーナー兼データ分析担当兼料理長兼データセキュリティー担当兼気功マッサージ師。
神門 杏奈【イナズマジャパン】
1年生。チョウキンウンズのマネージャー。
大谷 つくし【イナズマジャパン】
3年生。チョウキンウンズのマネージャー。

## オリオン財団
FFI開催国であるロシアに本拠地があり、世界の貧しい子供たちをサッカーを通して支援している巨大組織。優秀な選手をスカウトしており、守るべき者を救うチャンスを与え、才能がある子供たちをオリオンの使徒として育て、世界経済を左右するサッカーの経済効果を最大にするために各国代表にスパイとして送り込み、試合結果を操作し、ビジネスとして徹底的に管理しようとしている。
かつては子供たちにサッカーを広める光の象徴と呼ばれていたが、創始者のヴァレンティンが亡くなり、ベルナルドが継いでビジネスの道具のために利用されてから変わり、支援は引き続きされているものの光と影の面を持つ組織になってしまった。
イリーナ / イリーナ・ギリカナン
声 - 井上喜久子
フロイとベルナルドの母親で、ヴァレンティンの妻。オリオンの闇を生み出した張本人でオリオンの真の支配者。気に入らない物は徹底的に排除する冷酷でヒステリックな面を持ち、幼少時代のフロイには見向きもせず、ベルナルドに束縛に近い歪んだ愛情を注いでおり、彼に手段を選ぶなと教育していた。過去に金雲をサッカー界から追放した帳本人である。選手たちを道具としか思っておらず、潰れても平然としている。
日本対イタリア戦のハーフタイムにグラウンドに現れ、監督のキンベンに折檻して懲戒解雇し、ウラジミールを後任に据える。決勝戦では端末を操作し、超低周波音でパーフェクトスパークの選手たちに催眠暗示をかけ、支配する。決勝戦でオリオンの悪事の証拠データを握った新条らに追い詰められるも、スタジアム各所に仕掛けられた爆弾を起動して混乱を引き起こし、スタジアムに自身のホログラムを投影し、世界各国の兵器を隠し持っている首脳に金銭を要求する脅迫をし、堕落した王や首脳をその地位から引き下ろそうとしている。ヴァレンティンとともに救済の旅に色々な国を巡るもビジネスにしか興味が無く、ビジネスを有利に進めるために国を訪れるとその国の財政状況をハッキング等で調べていると、多くの貧しい国民を抱えながらも兵器開発に巨額の資金を投入し、多くの国と平和条約を結んでいる多くの国を発見し、救ってきた子供たちが近い将来兵器として殺し合うかもしれないと馬鹿馬鹿しくなりヴァレンティンに進言するも、そんな国に裏切られながらも信じるヴァレンティンを愚かな偽善者しか見えなくなり溝が出来、別の道を歩くことになる。
ヴァレンティンの死後からそんな偽りに塗り固められた虚構の世界を破壊し、理想郷を作るパーフェクトワールドを計画する。エキシビジョンマッチ後半に国際刑事警察機構に包囲され、試合後にオリオンをベルナルドとフロイに託し連行されていく。
シリーズ初の女性黒幕。日野によれば、「ラスボスを怖い女王に」というのは最初の構想からあったいい、これまでのラスボスが中年男性ばかりだったので美しい敵もいいなと思ったという。
ベルナルド・ギリカナン
声 - 細谷佳正 / ？？？（幼少時）
オリオン財団の理事長でフロイの兄。年齢は29歳で、フロイとは15歳差となっている。サッカーセンスがある有望な選手のスカウトもしている。
目的への手段を問わないやり方をしており、すべてがルールによって動くパーフェクトワールドの実現を望んでいる。
グスターブに名前を預けて理事長代役を彼に任せていたが、日本対スペイン戦後に理事長に復帰する。
先代の理事長であった父親のヴァレンティンと違い、手段を選ばずに世界を変えようとしており、急速に支援する国家を増やしている。
若くしてオリオン財団の仕事を手伝っており、何でもうまくこなす優しい兄でフロイからも尊敬されていたが、尊敬する父の死が影響を与え、冷徹になってしまった。父の死後、21歳で理事長を引き継ぐ。
生き生きとサッカーするブラジル代表の姿に改心するが、日本代表を潰せず敗北してしまったことで激昂したイリーナに折檻される。
FFI終了後、フロイと共に父の志を継いでオリオンを立て直すことを決意した。
新条 琢磨（しんじょう たくま）
声 - 三木眞一郎
ギリカナン理事長の補佐であり世界サッカー協会の一員で元サッカー選手。
明日人に興味を持ち、彼の父親の所在の調査を約束し、連絡先を交換する。ヴァレンティンの代から理事長補佐をしている。
今の変わってしまったオリオン財団に反抗するため、金雲ら協力者を集めたり、一星をイナズマジャパンに送り込み、オリオンのやり方を知ってもらい、一星を救済させようとした。
百合子の元夫で明日人の実父であることが判明し、実は明日人が幼い頃に伊那国島に立ち寄っていた。イナズマジャパン優勝後に明日人と伊那国島に帰るが、世界を救うオリオン財団になろうとするベルナルドに協力することを伝えた後は再び海外に旅立った。また、一星の王帝月ノ宮中への転入手続きも済ませている。
グスターブ・ニコルスキー
声 - 大塚芳忠
ベルナルドの執事。ベルナルドにギリカナン理事長の名前を預けられて理事長代役を任されるものの、成果を残せなかったために代役を解任される。
ウラジミール / 稲森 真人（いなもり まさと）
声 - 木内秀信
オリオン財団が明日人を仲間に引き入れるために用意したエージェントで、アメリカ代表偵察から帰って来た明日人の前に突如現れ、幼い頃の彼とその亡き母である百合子の写真を見せ、自分を父親だと名乗る。
海外でのプレイの時に足を折ってしまい、リハビリをし復帰するも得意のスピードは失われ、各チームを転々としていくうちに選手としての寿命を終え、ちっぽけなプライドから日本には帰らなかった。
現在はオリオン財団に所属しながら、ジュニアチームのコーチをしている。テレビで中継されたスペイン戦での明日人の活躍を見て、それに感動するチームの子供たちを見てちっぽけなプライドが消え去り、会いに行くことを決心したという設定で、オリオン財団がビジネスが軌道に乗って世界の貧しい子供たちを救うことが出来たらオリオン財団を内部から改革し、正しいサッカーを取り戻すことを明日人と約束し、明日人をオリオンに引き込もうとするが、明日人がマリクたちのチームに加わることを拒んでしまい、本性を現して黒服たちに彼を気絶させて拉致させた。
イリーナの差し金により、日本戦の後半からガーディアンズオブクイーンの監督に就任。サポーターを最大出力に遠隔操作するが、選手が再起不能になってしまったため試合棄権を下す。後にシャドウ・オブ・オリオンのコーチに就任する。
ヴァレンティン・ギリカナン
声 - 相沢まさき
フロイとベルナルドの父親で、オリオン財団の創始者で先代の理事長。
子供たちの笑顔が大好きで、子供たちにサッカーを教え笑顔を広めるためにオリオンを発足させた。病弱なフロイにサッカーを教え、希望を与えた。フロイが6歳の頃に亡くなってしまう。

### シャドウ・オブ・オリオン
中断されたFFI決勝の替わりに行われたエキシビジョンマッチでチョウキンウンズと戦う。イリーナが世界中にオリオンの力を示すために送り込まれた、全員が幼少のことからイリーナに戦うことだけを植え付けられ、オリオンに鍛えられた心を持たない戦闘兵器たちの特殊部隊。
ユリカ・ベオル
声 - 潘めぐみ
女の子で、シャドウ・オブ・オリオンのキャプテン。ポジションはFW。背番号10番。
ウサギのような白色のツインテールに左目が隠れる長い前髪が特徴で、準決勝戦と決勝戦の試合を観戦していた。オリオンの技術を結集して作り上げられた戦闘兵器で、頭脳と身体能力が両立し、指揮能力、個人技は他の追従を許さない。
幼少時はフロイと仲が良く、優しくて平凡な少女だった。しかし、イリーナによって「オリオンの使徒」として過酷な特訓を身に付けてからは感情を失い、勝利することだけに拘るようになった。試合後は明日人の言葉で改心し、彼に再戦の約束を交わした。
必殺技は「オリオン・クロスバイパー」、「ブラックフィールド」。
プロキオン
声 - 大泊貴揮
ポジションはGK。背番号1番。
長身体型、センターを分け、後ろを結んだ薄緑髪が特徴。
クラリオのダイヤモンドエッジをカウンターシュートにして蹴り返すだけでなく、ゴール周りを気流でガードし、豪炎寺のラストリゾートですらも決めさせなかった。
必殺技は「ブラックシールド」。
タビト
声 - 新祐樹
ポジションはDF。背番号2番。
前を逆立てた紫髪が特徴。紫と金のベネチアンマスクをかけている。
メイサ
声 - れいみ
女の子で、ポジションはDF。背番号3番。
下が青く染まった赤茶のロングアフロヘアーが特徴。
サイフ
ポジションはDF。背番号4番。
肥満体型、オールバックでサイドに広がった薄ピンクの髪が特徴。
アルニタク
ポジションはMF。背番号5番。
右サイドを伸ばし、逆立てた青緑の髪が特徴。
アルニラム
ポジションはMF。背番号6番。
ミンタカ
声 - 弘松芹香
女の子で、ポジションはMF。背番号7番。
ベラトリックス
声 - 武田太一
ポジションはMF。背番号8番。
リゲル
声 - 布施川一寛
ポジションはMF。背番号9番。
ベテルギウス
声 - 田中進太郎
ポジションはFW。背番号11番。
チームの副キャプテンの様な役割を果たす。
シリウス
女の子で、ポジションはDF。背番号14番。
カッパー
ポジションはMF。背番号15番。
ハチサ
ポジションはMF。背番号17番。
影山 零治
シャドウ・オブ・オリオンの監督。詳しくは帝国学園を参照。
ウラジミール
シャドウ・オブ・オリオンのコーチ。詳しくはオリオン財団を参照。

## その他の人物
角馬 王将（かくま おうしょう）
声 - 稲田徹
「フットボールフロンティア」予選Aブロック、決勝トーナメント実況。圭太の父親。
FFIアジア予選では実況を担当。FFI本戦では解説を担当するが、度々勝手に実況してしまい、マクスターにその度に注意され、手で抑えられてしまう。アメリカ戦以降も時折普通に実況しており、実質W実況のようになっている。
角馬 金将（かくま かねまさ）
声 - 伊藤健太郎
「フットボールフロンティア」決勝トーナメントアナウンサー。旧作に出ていた圭太と歩の兄でもある。
袴田（はかまだ）
声 - 金尾哲夫
鬼道家の執事兼料理人。鬼道に舌平目のムニエルとカツサンドを振る舞い、日本のサッカーを世界レベルに引き上げようとする話をする彼に邪魔するかのように唸らせた。
『オリオンの刻印』では彼が一星に仕掛けるためのドッキリに協力しており、FFI管理局の人物に変装していた。
栗松 晋平（くりまつ しんぺい）、栗松 勝平（くりまつ かっぺい）、栗松 丹平（くりまつ たんぺい）
声 - 佐々木日菜子（晋平、勝平）、日野未歩（丹平）
『イナズマイレブン アウターコード』第5話に登場した鉄平の弟たち。3人とも兄と同じ髪型をしているが、もみあげがそれぞれ違う。
栗松 エツ子（くりまつ エツこ）
声 - 佐々木日菜子
『イナズマイレブン アウターコード』第5話に登場した鉄平たちの母親。
轟 伝次郎（とどろき でんじろう）
声 - 三宅健太
少年サッカー協会総括チェアマン。
富永 じゅん（とみなが じゅん）
声 - 弘松芹香
紀村 陽介（きむら ようすけ）
声 - 木村良平
雑誌『月刊ワールドサッカー』の記者。円堂が釈放された後、一星の過去について話した。アジア予選ではユウと共に試合観戦することが多く、本選でも試合観戦に来ていた。
同じレベルファイブ作品である『妖怪学園Y 〜Nとの遭遇〜』第8話にも登場した。
雨宮 太陽（あめみや たいよう）
声 - 村瀬迪与
野坂と同じ病院に入院している患者。『イナズマイレブンGO』シリーズに登場する雨宮の幼少時代。
マクスター・ランド
声 - 四宮豪
FFI本戦での実況を務める。赤縁の眼鏡にオールバックで後ろで結んだオレンジの髪が特徴。
日本対スペイン戦の途中から王将があまりに実況しすぎてしまうため、仕方がなく解説することに。アメリカ戦以降は王将が実況していても普通にスルーしている。